# Olympische Sommerspiele 2024/Teilnehmer (Vereinigte Staaten)
| Gelbes Symbol für Goldmedaillen mit stilisierten Olympischen Ringen | Graues Symbol für Silbermedaillen mit stilisierten Olympischen Ringen | Braundes Symbol für Bronzemedaillen mit stilisierten Olympischen Ringen |
| ------------------------------------------------------------------- | --------------------------------------------------------------------- | ----------------------------------------------------------------------- |
| 40                                                                  | 44                                                                    | 42                                                                      |

Die Vereinigten Staaten nahmen an den Olympischen Spielen 2024 vom 26. Juli bis zum 11. August 2024 in Paris teil. Es war die insgesamt 29. Teilnahme an Olympischen Sommerspielen.

## Teilnehmer nach Sportarten

### Badminton
Über die Race-to-Paris-Rangliste konnten sich zwei Spieler im Einzel sowie drei Doppel qualifizieren.
| Athleten                | Wettbewerb | Gruppenphase                     | Gruppenphase              | Gruppenphase | Gruppenphase | Achtelfinale  | Achtelfinale             | Viertelfinale | Viertelfinale | Halbfinale    | Halbfinale    | Finale / Platz 3 | Finale / Platz 3 | Rang |
| Athleten                | Wettbewerb | Gegner                           | Ergebnis                  | Punkte       | Rang         | Gegner        | Ergebnis                 | Gegner        | Ergebnis      | Gegner        | Ergebnis      | Gegner           | Ergebnis         | Rang |
| ----------------------- | ---------- | -------------------------------- | ------------------------- | ------------ | ------------ | ------------- | ------------------------ | ------------- | ------------- | ------------- | ------------- | ---------------- | ---------------- | ---- |
| Frauen                  |            |                                  |                           |              |              |               |                          |               |               |               |               |                  |                  |      |
| Zhang Beiwen            | Einzel     | T. Ho                            | 2:0 (21:9, 21:4)          | 2            | 1            | C. Marín      | 1:2 (21:12, 9:21, 18:21) | ausgeschieden | ausgeschieden | ausgeschieden | ausgeschieden | ausgeschieden    | ausgeschieden    | 9    |
| Zhang Beiwen            | Einzel     | Nguyễn T. L.                     | 2:0 (22:20, 22:20)        | 2            | 1            | C. Marín      | 1:2 (21:12, 9:21, 18:21) | ausgeschieden | ausgeschieden | ausgeschieden | ausgeschieden | ausgeschieden    | ausgeschieden    | 9    |
| Annie Xu Kerry Xu       | Doppel     | Liu S. / Tan N.                  | 0:2 (11:21, 14:21)        | 1            | 4            | —             | —                        | ausgeschieden | ausgeschieden | ausgeschieden | ausgeschieden | ausgeschieden    | ausgeschieden    | 13   |
| Annie Xu Kerry Xu       | Doppel     | Yeung N. T. / Yeung P. L.        | 1:2 (22:24, 21:17, 12:21) | 1            | 4            | —             | —                        | ausgeschieden | ausgeschieden | ausgeschieden | ausgeschieden | ausgeschieden    | ausgeschieden    | 13   |
| Annie Xu Kerry Xu       | Doppel     | G. Stoewa / S. Stoewa            | 0:2 (18:21, 12:21)        | 1            | 4            | —             | —                        | ausgeschieden | ausgeschieden | ausgeschieden | ausgeschieden | ausgeschieden    | ausgeschieden    | 13   |
| Männer                  |            |                                  |                           |              |              |               |                          |               |               |               |               |                  |                  |      |
| Howard Shu              | Einzel     | A. Ginting                       | 0:2 (14:21, 8:21)         | 0            | 3            | ausgeschieden | ausgeschieden            | ausgeschieden | ausgeschieden | ausgeschieden | ausgeschieden | ausgeschieden    | ausgeschieden    | 27   |
| Howard Shu              | Einzel     | T. J. Popov                      | 0:2 (11:21, 12:21)        | 0            | 3            | ausgeschieden | ausgeschieden            | ausgeschieden | ausgeschieden | ausgeschieden | ausgeschieden | ausgeschieden    | ausgeschieden    | 27   |
| Vinson Chiu Joshua Yuan | Doppel     | K. Astrup / A. Skaarup Rasmussen | 0:2 (13:21, 16:21)        | 0            | 5            | —             | —                        | ausgeschieden | ausgeschieden | ausgeschieden | ausgeschieden | ausgeschieden    | ausgeschieden    | 17   |
| Vinson Chiu Joshua Yuan | Doppel     | Liu Y. / Ou X.                   | 0:2 (13:21, 14:21)        | 0            | 5            | —             | —                        | ausgeschieden | ausgeschieden | ausgeschieden | ausgeschieden | ausgeschieden    | ausgeschieden    | 17   |
| Vinson Chiu Joshua Yuan | Doppel     | T. Hoki / Y. Kobayashi           | 0:2 (11:21, 12:21)        | 0            | 5            | —             | —                        | ausgeschieden | ausgeschieden | ausgeschieden | ausgeschieden | ausgeschieden    | ausgeschieden    | 17   |
| Vinson Chiu Joshua Yuan | Doppel     | Lee Y. / Wang C.-l.              | 0:2 (12:21, 13:21)        | 0            | 5            | —             | —                        | ausgeschieden | ausgeschieden | ausgeschieden | ausgeschieden | ausgeschieden    | ausgeschieden    | 17   |
| Mixed                   |            |                                  |                           |              |              |               |                          |               |               |               |               |                  |                  |      |
| Vinson Chiu Jennie Gai  | Doppel     | Feng Y. / Huang D.               | 0:2 (11:21, 14:21)        | 0            | 4            | —             | —                        | ausgeschieden | ausgeschieden | ausgeschieden | ausgeschieden | ausgeschieden    | ausgeschieden    | 13   |
| Vinson Chiu Jennie Gai  | Doppel     | Chen T. J. / Toh E. W.           | 0:2 (15:21, 22:24)        | 0            | 4            | —             | —                        | ausgeschieden | ausgeschieden | ausgeschieden | ausgeschieden | ausgeschieden    | ausgeschieden    | 13   |
| Vinson Chiu Jennie Gai  | Doppel     | T. Hee / Tan W. H.               | 0:2 (17:21, 12:21)        | 0            | 4            | —             | —                        | ausgeschieden | ausgeschieden | ausgeschieden | ausgeschieden | ausgeschieden    | ausgeschieden    | 13   |

### Basketball
Über die Weltmeisterschaft der Frauen 2022 und die Weltmeisterschaft der Männer 2023 hatten sich beide amerikanischen Teams qualifiziert. Über die FIBA-3×3-Weltrangliste waren zudem beide 3×3-Teams qualifiziert.

#### Basketball
| Wettbewerb    | Frauen | Männer |
| ------------- | --- | --- |
| Athleten      | Napheesa Collier Kahleah Copper Chelsea Gray Brittney Griner Sabrina Ionescu Jewell Loyd Kelsey Plum Breanna Stewart Diana Taurasi Alyssa Thomas A’ja Wilson Jackie Young | Bam Adebayo Devin Booker Stephen Curry Anthony Davis Kevin Durant Anthony Edwards Joel Embiid Tyrese Haliburton Jrue Holiday LeBron James Jayson Tatum Derrick White |
| Trainer       | Cheryl Reeve | Steve Kerr |
| Gruppenphase  | Japan (102:76) Belgien (87:74) Deutschland (87:68) | Serbien (110:84) Südsudan (103:86) Puerto Rico (104:83) |
| Viertelfinale | Nigeria (88:74) | Brasilien (122:87) |
| Halbfinale    | Australien (85:64) | Serbien (95:91) |
| Finale        | Frankreich (67:65) | Frankreich (98:87) |
| Rang          | Gold | Gold |

#### 3×3-Basketball
| Wettbewerb       | Damen | Herren |
| ---------------- | --- | --- |
| Athleten         | Cierra Burdick Dearica Hamby Rhyne Howard Hailey Van Lith                                                                    | Canyon Barry Jimmer Fredette Kareem Maddox Dylan Travis                                                            |
| Gruppenphase     | Deutschland (13:17) Aserbaidschan (17:20) Australien (15:17) Spanien (17:11) Frankreich (14:13) Kanada (18:17) China (14:12) | Serbien (14:22) Polen (17:19) Litauen (18:20) Lettland (19:21) Frankreich (21:19) China (21:17) Niederlande (6:21) |
| Play-in          | China (21:13) | ausgeschieden |
| Halbfinale       | Spanien (16:18 n. V.) | ausgeschieden |
| Spiel um Platz 3 | Kanada (16:13) | ausgeschieden |
| Rang             | Bronze | 7 |

### Beachvolleyball
Über das FIVB Beach Volleyball Olympic Ranking hatten die Vereinigten Staaten je zwei Quotenplätze bei Frauen und Männern erhalten. Die entsprechenden Athleten wurden am 10. Juni 2024 durch den Verband benannt.
| Athleten                    | Gruppenphase           | Gruppenphase              | Gruppenphase         | Gruppenphase         | Achtelfinale               | Achtelfinale              | Viertelfinale     | Viertelfinale      | Halbfinale    | Halbfinale    | Finale / Platz 3 | Finale / Platz 3 | Rang |
| Athleten                    | Gegner                 | Ergebnis                  | Punkte               | Rang                 | Gegner                     | Ergebnis                  | Gegner            | Ergebnis           | Gegner        | Ergebnis      | Gegner           | Ergebnis         | Rang |
| --------------------------- | ---------------------- | ------------------------- | -------------------- | -------------------- | -------------------------- | ------------------------- | ----------------- | ------------------ | ------------- | ------------- | ---------------- | ---------------- | ---- |
| Frauen                      |                        |                           |                      |                      |                            |                           |                   |                    |               |               |                  |                  |      |
| Taryn Kloth Kristen Nuss    | Bansley / Bukovec      | 2:0 (21:17, 21:14)        | 6                    | 1                    | Humana-Paredes / Wilkerson | 0:2 (19:21, 18:21)        | ausgeschieden     | ausgeschieden      | ausgeschieden | ausgeschieden | ausgeschieden    | ausgeschieden    | 9    |
| Taryn Kloth Kristen Nuss    | Mariafe / Clancy       | 2:0 (21:16, 21:16)        | 6                    | 1                    | Humana-Paredes / Wilkerson | 0:2 (19:21, 18:21)        | ausgeschieden     | ausgeschieden      | ausgeschieden | ausgeschieden | ausgeschieden    | ausgeschieden    | 9    |
| Taryn Kloth Kristen Nuss    | Xue Chen / Xia Xinyi   | 2:1 (15:21, 21:16, 15:12) | 6                    | 1                    | Humana-Paredes / Wilkerson | 0:2 (19:21, 18:21)        | ausgeschieden     | ausgeschieden      | ausgeschieden | ausgeschieden | ausgeschieden    | ausgeschieden    | 9    |
| Kelly Cheng Sara Hughes     | Hermannová / Štochlová | 2:0 (21:16, 21:11)        | 6                    | 1                    | Gottardi / Menegatti       | 2:1 (21:18, 17:21, 15:12) | Hüberli / Brunner | 0:2 (18:21, 19:21) | ausgeschieden | ausgeschieden | ausgeschieden    | ausgeschieden    | 5    |
| Kelly Cheng Sara Hughes     | Vieira / Chamereau     | 2:0 (21:16, 23:21)        | 6                    | 1                    | Gottardi / Menegatti       | 2:1 (21:18, 17:21, 15:12) | Hüberli / Brunner | 0:2 (18:21, 19:21) | ausgeschieden | ausgeschieden | ausgeschieden    | ausgeschieden    | 5    |
| Kelly Cheng Sara Hughes     | Müller / Tillmann      | 2:0 (21:18, 21:18)        | 6                    | 1                    | Gottardi / Menegatti       | 2:1 (21:18, 17:21, 15:12) | Hüberli / Brunner | 0:2 (18:21, 19:21) | ausgeschieden | ausgeschieden | ausgeschieden    | ausgeschieden    | 5    |
| Männer                      |                        |                           |                      |                      |                            |                           |                   |                    |               |               |                  |                  |      |
| Andrew Benesh Miles Partain | Diaz / Alayo           | 0:2 (18:21, 18:21)        | 5                    | 2                    | Cottafava / Nicolai        | 2:0 (21:17, 21:18)        | Cherif / Ahmed    | 0:2 (14:21, 16:21) | ausgeschieden | ausgeschieden | ausgeschieden    | ausgeschieden    | 5    |
| Andrew Benesh Miles Partain | Abicha / Elgraoui      | 2:0 (21:12, 28:26)        | 5                    | 2                    | Cottafava / Nicolai        | 2:0 (21:17, 21:18)        | Cherif / Ahmed    | 0:2 (14:21, 16:21) | ausgeschieden | ausgeschieden | ausgeschieden    | ausgeschieden    | 5    |
| Andrew Benesh Miles Partain | George / André         | 2:1 (21:17, 14:21, 15:8)  | 5                    | 2                    | Cottafava / Nicolai        | 2:0 (21:17, 21:18)        | Cherif / Ahmed    | 0:2 (14:21, 16:21) | ausgeschieden | ausgeschieden | ausgeschieden    | ausgeschieden    | 5    |
| Chase Budinger Miles Evans  | Krou / Gauthier-Rat    | 2:0 (21:14, 21:11)        | 4                    | 3                    | Mol / Sørum                | 0:2 (16:21, 14:21)        | ausgeschieden     | ausgeschieden      | ausgeschieden | ausgeschieden | ausgeschieden    | ausgeschieden    | 9    |
| Chase Budinger Miles Evans  | Boermans / de Groot    | 0:2 (13:21, 15:21)        | 4                    | 3                    | Mol / Sørum                | 0:2 (16:21, 14:21)        | ausgeschieden     | ausgeschieden      | ausgeschieden | ausgeschieden | ausgeschieden    | ausgeschieden    | 9    |
| Chase Budinger Miles Evans  | Herrera / Gavira       | 0:2 (16:21, 11:21)        | 4                    | 3                    | Mol / Sørum                | 0:2 (16:21, 14:21)        | ausgeschieden     | ausgeschieden      | ausgeschieden | ausgeschieden | ausgeschieden    | ausgeschieden    | 9    |
| Chase Budinger Miles Evans  | Schubert / Hodges      | 2:0 (21:19, 21:17)        | Lucky-Loser Play-off | Lucky-Loser Play-off | Mol / Sørum                | 0:2 (16:21, 14:21)        | ausgeschieden     | ausgeschieden      | ausgeschieden | ausgeschieden | ausgeschieden    | ausgeschieden    | 9    |

### Bogenschießen
Die amerikanischen Frauen hatten sich über das Panamerikanische Qualifikationsturnier in Medellín für den Mannschaftswettbewerb qualifiziert, wodurch auch im Einzelwettbewerb drei Athletinnen an den Start gehen konnten. Bei den Männern erhielt die USA über den Mixed-Wettbewerb bei den Panamerikanischen Spielen 2023 ebenfalls einen Startplatz. Damit war auch die Teilnahme am Mixed-Wettbewerb möglich. Am 14. Mai 2024 gab der Verband die Athleten bekannt.
| Athleten                                                   | Wettbewerb | Qualifikation | Qualifikation | 1. Runde     | 1. Runde | 2. Runde      | 2. Runde      | Achtelfinale      | Achtelfinale  | Viertelfinale | Viertelfinale | Halbfinale    | Halbfinale    | Finale / Platz 3 | Finale / Platz 3 | Rang   |
| Athleten                                                   | Wettbewerb | Ringe         | Rang          | Gegner       | Ergebnis | Gegner        | Ergebnis      | Gegner            | Ergebnis      | Gegner        | Ergebnis      | Gegner        | Ergebnis      | Gegner           | Ergebnis         | Rang   |
| ---------------------------------------------------------- | ---------- | ------------- | ------------- | ------------ | -------- | ------------- | ------------- | ----------------- | ------------- | ------------- | ------------- | ------------- | ------------- | ---------------- | ---------------- | ------ |
| Frauen                                                     |            |               |               |              |          |               |               |                   |               |               |               |               |               |                  |                  |        |
| Casey Kaufhold                                             | Einzel     | 672           | 4             | F. Sylla     | 6:2      | Lei C.-y.     | 3:7           | ausgeschieden     | ausgeschieden | ausgeschieden | ausgeschieden | ausgeschieden | ausgeschieden | ausgeschieden    | ausgeschieden    | 17     |
| Catalina Gnoriega                                          | Einzel     | 648 SB        | 38            | K. Bauer     | 6:0      | D. Choirunisa | 5:6           | ausgeschieden     | ausgeschieden | ausgeschieden | ausgeschieden | ausgeschieden | ausgeschieden | ausgeschieden    | ausgeschieden    | 17     |
| Jennifer Mucino-Fernandez                                  | Einzel     | 625           | 57            | A. Valencia  | 2:6      | ausgeschieden | ausgeschieden | ausgeschieden     | ausgeschieden | ausgeschieden | ausgeschieden | ausgeschieden | ausgeschieden | ausgeschieden    | ausgeschieden    | 33     |
| Casey Kaufhold Catalina Gnoriega Jennifer Mucino-Fernandez | Mannschaft | 1945          | 8             | —            | —        | —             | —             | Chinesisch Taipeh | 1:5           | ausgeschieden | ausgeschieden | ausgeschieden | ausgeschieden | ausgeschieden    | ausgeschieden    | 9      |
| Männer                                                     |            |               |               |              |          |               |               |                   |               |               |               |               |               |                  |                  |        |
| Brady Ellison                                              | Einzel     | 677           | 7             | A. Yıldırmış | 6:2      | Kao W.        | 6:2           | U. B. Tümer       | 6:2           | Kim J.-d.     | 6:0           | F. Unruh      | 7:3           | Kim W.-j.        | 5:6              | Silber |
| Mixed                                                      |            |               |               |              |          |               |               |                   |               |               |               |               |               |                  |                  |        |
| Casey Kaufhold Brady Ellison                               | Mannschaft | 1349          | 3             | —            | —        | —             | —             | Usbekistan        | 6:0           | Japan         | 5:3           | Deutschland   | 3:5           | Indien           | 6:2              | Bronze |

### Boxen
Acht amerikanische Boxer hatten sich für die Olympischen Spiele qualifiziert. Die ersten fünf lösten ihr Ticket bei den Panamerikanischen Spielen 2023. Beim ersten internationalen Qualifikationsturnier kamen Omari Jones hinzu. Beim zweiten und abschließenden Qualifikationsturnier in Bangkok konnten sich zwei weitere Boxer qualifizieren.
| Athleten         | Wettbewerb       | 1. Runde      | 1. Runde | Achtelfinale | Achtelfinale | Viertelfinale | Viertelfinale | Halbfinale         | Halbfinale    | Finale        | Finale        | Rang   |
| Athleten         | Wettbewerb       | Gegner        | Ergebnis | Gegner       | Ergebnis     | Gegner        | Ergebnis      | Gegner             | Ergebnis      | Gegner        | Ergebnis      | Rang   |
| ---------------- | ---------------- | ------------- | -------- | ------------ | ------------ | ------------- | ------------- | ------------------ | ------------- | ------------- | ------------- | ------ |
| Frauen           |                  |               |          |              |              |               |               |                    |               |               |               |        |
| Jennifer Lozano  | Klasse bis 50 kg | Freilos       | Freilos  | P. Kaivo-oja | 0:5          | ausgeschieden | ausgeschieden | ausgeschieden      | ausgeschieden | ausgeschieden | ausgeschieden | 9      |
| Alyssa Mendoza   | Klasse bis 57 kg | M. Samadowa   | 3:2      | J. Romeu     | 1:4          | ausgeschieden | ausgeschieden | ausgeschieden      | ausgeschieden | ausgeschieden | ausgeschieden | 9      |
| Jajaira Gonzalez | Klasse bis 60 kg | E. Mossely    | 4:0      | B. Ferreira  | 0:5          | ausgeschieden | ausgeschieden | ausgeschieden      | ausgeschieden | ausgeschieden | ausgeschieden | 9      |
| Morelle McCane   | Klasse bis 66 kg | Freilos       | Freilos  | N. Hamidova  | 2:3          | ausgeschieden | ausgeschieden | ausgeschieden      | ausgeschieden | ausgeschieden | ausgeschieden | 9      |
| Männer           |                  |               |          |              |              |               |               |                    |               |               |               |        |
| Roscoe Hill      | Klasse bis 51 kg | O. Ahmadisafa | 5:0      | B. Bennama   | 2:3          | ausgeschieden | ausgeschieden | ausgeschieden      | ausgeschieden | ausgeschieden | ausgeschieden | 9      |
| Jahmal Harvey    | Klasse bis 57 kg | Freilos       | Freilos  | L. Oliveira  | 3:2          | M. S. Uulu    | 2:3           | ausgeschieden      | ausgeschieden | ausgeschieden | ausgeschieden | 5      |
| Omari Jones      | Klasse bis 71 kg | Freilos       | Freilos  | Kan C.-w.    | 5:0          | R. Kiwan      | 5:0           | A. Moʻydinxoʻjayev | 2:3           | ausgeschieden | ausgeschieden | Bronze |
| Joshua Edwards   | Klasse ab 92 kg  | —             | —        | D. Lenzi     | 1:3          | ausgeschieden | ausgeschieden | ausgeschieden      | ausgeschieden | ausgeschieden | ausgeschieden | 9      |

### Breaking
Für die olympische Premiere der Sportart konnte sich B-Boy Victor über die Weltmeisterschaften 2023 qualifizieren. Auch B-Girl Sunny qualifizierte sich über die Panamerikanischen Spiele 2023 vorzeitig. Über die abschließende olympische Qualifikationsserie qualifizierten sich zwei weitere Athleten.
| Frauen                      |         |   |   |                    |               |                    |               |                     |               |        |
| Grace Choi (Sunny)          | B-Girls | 2 | 3 | ausgeschieden      | ausgeschieden | ausgeschieden      | ausgeschieden | ausgeschieden       | ausgeschieden | 12     |
| Logan Elanna Edra (Logistx) | B-Girls | 3 | 3 | ausgeschieden      | ausgeschieden | ausgeschieden      | ausgeschieden | ausgeschieden       | ausgeschieden | 10     |
| Männer                      |         |   |   |                    |               |                    |               |                     |               |        |
| Victor Montalvo (Victor)    | B-Boys  | 5 | 1 | Ä. Säkirow Amir    | 3:0           | D. Civil Dany Dann | 1:2           | S. Nakarai Shigekix | 3:0           | Bronze |
| Jeffrey Louis (Jeffro)      | B-Boys  | 5 | 1 | D. Civil Dany Dann | 1:2           | ausgeschieden      | ausgeschieden | ausgeschieden       | ausgeschieden | 5      |

### Fechten
Mit Ausnahme der Degenmänner konnten sich alle amerikanischen Mannschaften über die Qualifikationsrangliste für die Mannschaftswettbewerbe qualifizieren. Dadurch waren auch in den Einzelwettbewerben jeweils drei Athleten startberechtigt. Am 1. Mai 2024 wurde das endgültige Team durch den Verband bekanntgegeben.
| Athleten                                                                     | Wettbewerb         | 1. Runde | 1. Runde | 2. Runde     | 2. Runde | Achtelfinale  | Achtelfinale  | Viertelfinale | Viertelfinale | Halbfinale / Klassifikation | Halbfinale / Klassifikation | Finale / Platzierung | Finale / Platzierung | Rang   |
| Athleten                                                                     | Wettbewerb         | Gegner   | Ergebnis | Gegner       | Ergebnis | Gegner        | Ergebnis      | Gegner        | Ergebnis      | Gegner                      | Ergebnis                    | Gegner               | Ergebnis             | Rang   |
| ---------------------------------------------------------------------------- | ------------------ | -------- | -------- | ------------ | -------- | ------------- | ------------- | ------------- | ------------- | --------------------------- | --------------------------- | -------------------- | -------------------- | ------ |
| Frauen                                                                       |                    |          |          |              |          |               |               |               |               |                             |                             |                      |                      |        |
| Anne Cebula                                                                  | Degen Einzel       | Freilos  | Freilos  | R. Fiamingo  | 15:14    | A. Mallo      | 13:15         | ausgeschieden | ausgeschieden | ausgeschieden               | ausgeschieden               | ausgeschieden        | ausgeschieden        | 13     |
| Margherita Guzzi Vincenti                                                    | Degen Einzel       | Freilos  | Freilos  | W. Charkowa  | 6:15     | ausgeschieden | ausgeschieden | ausgeschieden | ausgeschieden | ausgeschieden               | ausgeschieden               | ausgeschieden        | ausgeschieden        | 22     |
| Hadley Husisian                                                              | Degen Einzel       | Freilos  | Freilos  | P. Brunner   | 12:11    | V. Kong       | 12:15         | ausgeschieden | ausgeschieden | ausgeschieden               | ausgeschieden               | ausgeschieden        | ausgeschieden        | 12     |
| Anne Cebula Margherita Guzzi Vincenti Hadley Husisian Katharine Holmes       | Degen Mannschaft   | —        | —        | —            | —        | —             | —             | Polen         | 29:31         | Südkorea                    | 39:45                       | Ägypten              | 44:30                | 7      |
| Lee Kiefer                                                                   | Florett Einzel     | Freilos  | Freilos  | M. Jelińska  | 15:13    | Huang Q.      | 15:9          | F. Pásztor    | 15:4          | A. Volpi                    | 15:10                       | L. Scruggs           | 15:6                 | Gold   |
| Lauren Scruggs                                                               | Florett Einzel     | Freilos  | Freilos  | A. Berthier  | 15:13    | J. Guo        | 15:11         | A. Errigo     | 15:14         | E. Harvey                   | 15:9                        | L. Kiefer            | 6:15                 | Silber |
| Jacqueline Dubrovich                                                         | Florett Einzel     | Freilos  | Freilos  | F. Pásztor   | 12:15    | ausgeschieden | ausgeschieden | ausgeschieden | ausgeschieden | ausgeschieden               | ausgeschieden               | ausgeschieden        | ausgeschieden        | 18     |
| Lee Kiefer Lauren Scruggs Jacqueline Dubrovich Maia Weintraub                | Florett Mannschaft | —        | —        | —            | —        | —             | —             | China         | 45:37         | Kanada                      | 45:31                       | Italien              | 45:39                | Gold   |
| Tatiana Nazlymov                                                             | Säbel Einzel       | Freilos  | Freilos  | Choi S.-b.   | 14:15    | ausgeschieden | ausgeschieden | ausgeschieden | ausgeschieden | ausgeschieden               | ausgeschieden               | ausgeschieden        | ausgeschieden        | 21     |
| Magda Skarbonkiewicz                                                         | Säbel Einzel       | Freilos  | Freilos  | N. Erbil     | 11:15    | ausgeschieden | ausgeschieden | ausgeschieden | ausgeschieden | ausgeschieden               | ausgeschieden               | ausgeschieden        | ausgeschieden        | 22     |
| Elizabeth Tartakovsky                                                        | Säbel Einzel       | Freilos  | Freilos  | N. Hafez     | 13:15    | ausgeschieden | ausgeschieden | ausgeschieden | ausgeschieden | ausgeschieden               | ausgeschieden               | ausgeschieden        | ausgeschieden        | 18     |
| Tatiana Nazlymov Magda Skarbonkiewicz Elizabeth Tartakovsky Maia Chamberlain | Säbel Mannschaft   | —        | —        | —            | —        | —             | —             | Südkorea      | 35:45         | Algerien                    | 45:28                       | Ungarn               | 45:39                | 5      |
| Männer                                                                       |                    |          |          |              |          |               |               |               |               |                             |                             |                      |                      |        |
| Nick Itkin                                                                   | Florett Einzel     | Freilos  | Freilos  | A. Tofalides | 15:10    | A. Tolba      | 15:8          | G. Bianchi    | 15:14         | F. Macchi                   | 11:15                       | K. Iimura            | 15:12                | Bronze |
| Alexander Massialas                                                          | Florett Einzel     | Freilos  | Freilos  | J. Keryhuel  | 15:3     | K. Iimura     | 8:15          | ausgeschieden | ausgeschieden | ausgeschieden               | ausgeschieden               | ausgeschieden        | ausgeschieden        | 11     |
| Gerek Meinhardt                                                              | Florett Einzel     | Freilos  | Freilos  | Chen H.      | 15:7     | E. Lefort     | 10:15         | ausgeschieden | ausgeschieden | ausgeschieden               | ausgeschieden               | ausgeschieden        | ausgeschieden        | 13     |
| Nick Itkin Alexander Massialas Gerek Meinhardt Miles Chamley-Watson          | Florett Mannschaft | —        | —        | —            | —        | —             | —             | Ägypten       | 45:35         | Italien                     | 38:45                       | Frankreich           | 32:45                | 4      |
| Eli Dershwitz                                                                | Säbel Einzel       | Freilos  | Freilos  | C. Gémesi    | 10:15    | ausgeschieden | ausgeschieden | ausgeschieden | ausgeschieden | ausgeschieden               | ausgeschieden               | ausgeschieden        | ausgeschieden        | 17     |
| Colin Heathcock                                                              | Säbel Einzel       | Freilos  | Freilos  | Park S.-w.   | 10:15    | ausgeschieden | ausgeschieden | ausgeschieden | ausgeschieden | ausgeschieden               | ausgeschieden               | ausgeschieden        | ausgeschieden        | 19     |
| Mitchell Saron                                                               | Säbel Einzel       | Freilos  | Freilos  | M. Pianfetti | 15:12    | Z. El-Sissy   | 13:15         | ausgeschieden | ausgeschieden | ausgeschieden               | ausgeschieden               | ausgeschieden        | ausgeschieden        | 14     |
| Eli Dershwitz Colin Heathcock Mitchell Saron Filip Dolegiewicz               | Säbel Mannschaft   | —        | —        | —            | —        | —             | —             | Iran          | 44:45         | Italien                     | 40:45                       | Kanada               | 45:43                | 7      |

### Fußball
Über die CONCACAF U-20 Championship 2022 hatten sich die amerikanischen Männer für das olympische Turnier qualifiziert. Nur wenig später gelang dies auch den Frauen bei den CONCACAF W Championship 2022 in Mexiko. Am 12. Juli wurde Catarina Macário durch Lynn Williams ersetzt und Emily Sams neue Alternativspielerin.
| Wettbewerb      | Frauen (Spiele/Tore) | Männer (Spiele/Tore) |
| --------------- | --- | --- |
| Athleten        | Korbin Albert (4/1) Sam Coffey (5/0) Tierna Davidson (4/0) Crystal Dunn (6/0) Emily Fox (6/0) Naomi Girma (6/0) Lindsey Horan (6/0) Casey Krueger (6/0) Rose Lavelle (5/0) Casey Murphy (0/0) Alyssa Naeher (6/0) Jenna Nighswonger (5/0) Trinity Rodman (6/3) Jaedyn Shaw (0/0) Sophia Smith (6/3) Emily Sonnett (6/0) Mallory Swanson (6/4) Lynn Williams (5/1) | Paxten Aaronson (4/1) Taylor Booth (4/0) Gianluca Busio (2/1) Benjamin Cremaschi (2/0) Maximilian Dietz (3/0) Nathan Harriel (4/0) Jack McGlynn (4/0) Duncan McGuire (4/0) Djordje Mihailovic (4/2) Kevin Paredes (4/2) Miles Robinson (4/0) Patrick Schulte (4/0) Gaga Slonina (0/0) Tanner Tessmann (4/0) John Tolkin (4/0) Caleb Wiley (3/0) Griffin Yow (4/0) Walker Zimmerman (4/1) |
| Trainer         | Emma Hayes | Marko Mitrović |
| P-Akkreditierte | Croix Bethune (1/0) Jane Campbell (0/0) Hal Hershfelt (0/0) Emily Sams (0/0) | Josh Atencio (2/0) Jake Davis (0/0) Johan Gómez (0/0) John Pulskamp (0/0) |
| Gruppenphase    | Sambia (3:0) Deutschland (4:1) Australien (2:1) | Frankreich (0:3) Neuseeland (4:1) Guinea (3:0) |
| Viertelfinale   | Japan (1:0 n. V.) | Marokko (0:4) |
| Halbfinale      | Deutschland (1:0 n. V.) | ausgeschieden |
| Finale          | Brasilien (1:0) | ausgeschieden |
| Rang            | Gold | 8 |

### Gewichtheben
Über die olympische Qualifikationsrangliste der IWF hatten sich fünf Gewichtheber aus den Vereinigten Staaten qualifiziert.
| Athleten            | Wettbewerb        | Reißen    | Reißen | Stoßen  | Stoßen | Zweikampf | Zweikampf | Rang   |
| Athleten            | Wettbewerb        | Gewicht   | Rang   | Gewicht | Rang   | Gewicht   | Rang      | Rang   |
| ------------------- | ----------------- | --------- | ------ | ------- | ------ | --------- | --------- | ------ |
| Frauen              |                   |           |        |         |        |           |           |        |
| Jourdan Delacruz    | Klasse bis 49 kg  | 84 kg     | 7      | 111 kg  | 5      | 195 kg    | 5         | 5      |
| Olivia Reeves       | Klasse bis 71 kg  | 117 kg OR | 1      | 145 kg  | 1      | 262 kg    | 1         | Gold   |
| Mary Theisen-Lappen | Klasse über 81 kg | 119 kg    | 6      | 155 kg  | 5      | 274 kg    | 5         | 5      |
| Männer              |                   |           |        |         |        |           |           |        |
| Hampton Morris      | Klasse bis 61 kg  | 126 kg    | 5      | 172 kg  | 1      | 298 kg    | 3         | Bronze |
| Wesley Kitts        | Klasse bis 102 kg | 172 kg    | 9      | 202 kg  | 8      | 374 kg    | 8         | 8      |

### Golf
Über das Olympic Golf Ranking der IGF qualifizierten sich sieben amerikanische Golfer für die Olympischen Spiele.
| Athleten          | Runde 1 | Runde 2 | Runde 3 | Runde 4 | Gesamt | Par | Rang |
| ----------------- | ------- | ------- | ------- | ------- | ------ | --- | ---- |
| Frauen            |         |         |         |         |        |     |      |
| Nelly Korda       | 72      | 70      | 70      | 75      | 287    | –1  | 22   |
| Lilia Vu          | 70      | 73      | 76      | 74      | 293    | +5  | 36   |
| Rose Zhang        | 72      | 70      | 67      | 74      | 283    | –5  | 8    |
| Männer            |         |         |         |         |        |     |      |
| Scottie Scheffler | 67      | 69      | 67      | 62      | 265    | −19 | Gold |
| Xander Schauffele | 65      | 66      | 68      | 72      | 272    | −12 | 9    |
| Wyndham Clark     | 75      | 68      | 65      | 65      | 273    | −11 | 14   |
| Collin Morikawa   | 70      | 68      | 70      | 70      | 278    | −6  | 24   |

### Hockey
Durch den zweiten Platz beim Qualifikationsturnier in Ranchi hatten sich die amerikanischen Hockeyspielerinnen für das olympische Turnier qualifiziert.
| Wettbewerb    | Frauen |
| ------------- | --- |
| Athleten      | Kelsey Bing Sanne Caarls Leah Crouse Brooke Deberdine Emma Deberdine Sophia Gladieux Amanda Golini Alexandra Hammel Ashley Hoffman Karlie Kisha Kelee Lepage Jennifer Rizzo Megan Rogers Ashley Sessa Meredith Sholder Jacqueline Sumfest Abigail Tamer Elizabeth Yeager Madeleine Zimmer |
| Trainer       | David Passmore |
| Gruppenphase  | Argentinien (1:4) Spanien (1:1) Australien (0:3) Großbritannien (2:5) Südafrika (1:0) |
| Viertelfinale | ausgeschieden |
| Halbfinale    | ausgeschieden |
| Finale        | ausgeschieden |
| Rang          | 9 |

### Judo
Über die IJF-Weltrangliste konnten sich vier amerikanische Judokas qualifizieren.
| Athleten         | Wettbewerb       | 1. Runde         | 1. Runde | Achtelfinale  | Achtelfinale  | Viertelfinale | Viertelfinale | Halbfinale / Trostrunde | Halbfinale / Trostrunde | Finale / Platz 3 | Finale / Platz 3 | Rang |
| Athleten         | Wettbewerb       | Gegner           | Ergebnis | Gegner        | Ergebnis      | Gegner        | Ergebnis      | Gegner                  | Ergebnis                | Gegner           | Ergebnis         | Rang |
| ---------------- | ---------------- | ---------------- | -------- | ------------- | ------------- | ------------- | ------------- | ----------------------- | ----------------------- | ---------------- | ---------------- | ---- |
| Frauen           |                  |                  |          |               |               |               |               |                         |                         |                  |                  |      |
| Maria Laborde    | Klasse bis 48 kg | Guo Z.           | 10s2:0s2 | A. Scutto     | 0:10s1        | ausgeschieden | ausgeschieden | ausgeschieden           | ausgeschieden           | ausgeschieden    | ausgeschieden    | 9    |
| Angelica Delgado | Klasse bis 52 kg | G. Məmmədəliyeva | 1s2:0s2  | O. Giuffrida  | 0s2:1         | ausgeschieden | ausgeschieden | ausgeschieden           | ausgeschieden           | ausgeschieden    | ausgeschieden    | 9    |
| Männer           |                  |                  |          |               |               |               |               |                         |                         |                  |                  |      |
| Jack Yonezuka    | Klasse bis 73 kg | A. Osmanov       | 0s3:10   | ausgeschieden | ausgeschieden | ausgeschieden | ausgeschieden | ausgeschieden           | ausgeschieden           | ausgeschieden    | ausgeschieden    | 17   |
| John Jayne       | Klasse bis 90 kg | C. Parlati       | 10:0s1   | Han J.-y.     | 0s2:1s1       | ausgeschieden | ausgeschieden | ausgeschieden           | ausgeschieden           | ausgeschieden    | ausgeschieden    | 9    |

### Kanu
Bei den Kanurennsport-Weltmeisterschaften 2023 konnten die Vereinigten Staaten einen Quotenplatz im C1 der Frauen erreichen. Beim panamerikanischen Qualifikationsevent in Sarasota qualifizierte man sich zudem im K2 und K1 der Männer. Im Kanuslalom konnten bei den Weltmeisterschaften 2023 Quotenplätze im C1 der Männer und Frauen erreicht werden.

#### Kanurennsport
| Athleten                | Wettbewerb | Vorlauf     | Vorlauf | Viertelfinale | Viertelfinale | Halbfinale    | Halbfinale    | A/B-Finale    | A/B-Finale    | Rang   |
| Athleten                | Wettbewerb | Zeit        | Rang    | Zeit          | Rang          | Zeit          | Rang          | Zeit          | Rang          | Rang   |
| ----------------------- | ---------- | ----------- | ------- | ------------- | ------------- | ------------- | ------------- | ------------- | ------------- | ------ |
| Frauen                  |            |             |         |               |               |               |               |               |               |        |
| Nevin Harrison          | C1 200 m   | 45,70 s     | 1       | ―             | ―             | 45,30 s       | 2             | 44,13 s       | 2             | Silber |
| Männer                  |            |             |         |               |               |               |               |               |               |        |
| Jonas Ecker             | K1 1000 m  | 3:37,21 min | 3       | 3:41,77 min   | 5             | ausgeschieden | ausgeschieden | ausgeschieden | ausgeschieden | 24     |
| Aaron Small             | K1 1000 m  | 3:40,87 min | 6       | 3:42,05 min   | 5             | ausgeschieden | ausgeschieden | ausgeschieden | ausgeschieden | 25     |
| Jonas Ecker Aaron Small | K2 500 m   | 1:32,01 min | 5       | 1:28,93 min   | 3             | 1:29,51 min   | 4             | 1:30,02 min   | 8             | 8      |

#### Kanuslalom
| Athleten       | Wettbewerb | Vorlauf  | Vorlauf | Halbfinale | Halbfinale | Finale        | Finale        | Rang   |
| Athleten       | Wettbewerb | Zeit     | Rang    | Zeit       | Rang       | Zeit          | Rang          | Rang   |
| -------------- | ---------- | -------- | ------- | ---------- | ---------- | ------------- | ------------- | ------ |
| Frauen         |            |          |         |            |            |               |               |        |
| Evy Leibfarth  | C1         | 107,09 s | 11      | 117,58 s   | 12         | 109,95 s      | 3             | Bronze |
| Evy Leibfarth  | K1         | 93,84 s  | 4       | 109,54 s   | 15         | ausgeschieden | ausgeschieden | 15     |
| Männer         |            |          |         |            |            |               |               |        |
| Casey Eichfeld | C1         | 94,69 s  | 10      | 162,23 s   | 16         | ausgeschieden | ausgeschieden | 16     |

Boater-Cross
| Frauen         |          |         |    |   |   |               |               |               |               |    |
| Evy Leibfarth  | K1 Cross | 72,66 s | 6  | 1 | — | 1             | 3             | ausgeschieden | ausgeschieden | 10 |
| Männer         |          |         |    |   |   |               |               |               |               |    |
| Casey Eichfeld | K1 Cross | 81,13 s | 33 | 3 | 3 | ausgeschieden | ausgeschieden | ausgeschieden | ausgeschieden | 37 |

### Leichtathletik
Amerikanische Leichtathleten hatten Olympianormen des Weltverbandes in allen Disziplinen erreicht. Welche Sportler nach Paris entsendet wurden, wurde im Rahmen der U.S. Olympic Trials in Eugene Ende Juni 2024 ermittelt. Im Marathon fanden die nationalen Ausscheidungen bereits Anfang Februar 2024 statt. Bei den World Athletics Relays 2024 konnten sich alle fünf Staffeln für Paris qualifizieren.
Laufen und Gehen
| Athleten | Wettbewerb       | Vorlauf          | Vorlauf | Hoffnungslauf | Hoffnungslauf | Halbfinale    | Halbfinale    | Finale           | Finale        | Rang          |
| Athleten | Wettbewerb       | Zeit             | Rang    | Zeit          | Rang          | Zeit          | Rang          | Zeit             | Rang          | Rang          |
| --- | ---------------- | ---------------- | ------- | ------------- | ------------- | ------------- | ------------- | ---------------- | ------------- | ------------- |
| Frauen |                  |                  |         |               |               |               |               |                  |               |               |
| Melissa Jefferson                                                                                                 | 100 m            | 10,96 s          | 2       | —             | —             | 10,99 s       | 1             | 10,92 s          | 3             | Bronze        |
| Sha’Carri Richardson                                                                                              | 100 m            | 10,94 s          | 1       | —             | —             | 10,89 s       | 2             | 10,87 s          | 2             | Silber        |
| Twanisha Terry | 100 m            | 11,15 s          | 1       | —             | —             | 11,07 s       | 3             | 10,97 s          | 5             | 5             |
| Brittany Brown | 200 m            | 22,38 s          | 1       | ―             | ―             | 22,12 s       | 1             | 22,20 s          | 3             | Bronze        |
| McKenzie Long | 200 m            | 22,55 s          | 1       | ―             | ―             | 22,30 s       | 3             | 22,42 s          | 7             | 7             |
| Gabrielle Thomas                                                                                                  | 200 m            | 22,20 s          | 1       | ―             | ―             | 21,86 s       | 1             | 21,93 s          | 1             | Gold          |
| Aaliyah Butler | 400 m            | 50,52 s          | 2       | ―             | ―             | 51,18 s       | 6             | ausgeschieden    | ausgeschieden | ausgeschieden |
| Kendall Ellis | 400 m            | 51,16 s          | 5       | 50,44 s       | 1             | 50,40 s       | 4             | ausgeschieden    | ausgeschieden | ausgeschieden |
| Alexis Holmes | 400 m            | 50,35 s          | 2       | ―             | ―             | 50,00 s       | 2             | 49,77 s          | 6             | 6             |
| Nia Akins | 800 m            | 1:59,67 min      | 2       | ―             | ―             | 1:58,20 min   | 3             | ausgeschieden    | ausgeschieden | ausgeschieden |
| Juliette Whittaker                                                                                                | 800 m            | 2:00,45 min      | 3       | ―             | ―             | 1:57,76 min   | 3             | 1:58,50 min      | 7             | 7             |
| Allie Wilson | 800 m            | 1:59,69 min      | 6       | 1:59,73 min   | 3             | ausgeschieden | ausgeschieden | ausgeschieden    | ausgeschieden | ausgeschieden |
| Nikki Hiltz | 1500 m           | 4:00,42 min      | 3       | ―             | ―             | 3:56,17 min   | 3             | 3:56,38 min      | 7             | 7             |
| Emily Mackay | 1500 m           | 3:59,63 min      | 6       | ―             | ―             | 4:02,03 min   | 13            | ausgeschieden    | ausgeschieden | ausgeschieden |
| Elle Purrier St. Pierre                                                                                           | 1500 m           | 4:03,22 min      | 3       | ―             | ―             | 3:59,74 min   | 3             | 3:57,52 min      | 8             | 8             |
| Elise Cranny | 5000 m           | 14:58,55 min     | 7       | —             | —             | —             | —             | 14:48,06 min     | 10            | 10            |
| Whittni Morgan | 5000 m           | 15:02,14 min     | 6       | —             | —             | —             | —             | 14:53,57 min     | 13            | 13            |
| Karissa Schweizer                                                                                                 | 5000 m           | 14:59,64 min     | 8       | —             | —             | —             | —             | 14:45,57 min     | 9             | 9             |
| Weini Kelati | 10.000 m         | —                | —       | —             | —             | —             | —             | 30:49,98 min     | 8             | 8             |
| Karissa Schweizer                                                                                                 | 10.000 m         | —                | —       | —             | —             | —             | —             | 30:51,99 min     | 9             | 9             |
| Parker Valby | 10.000 m         | —                | —       | —             | —             | —             | —             | 30:59,28 min     | 11            | 11            |
| Alaysha Johnson                                                                                                   | 100 m Hürden     | 12,61 s          | 2       | ―             | ―             | 12,34 s       | 1             | 12,93 s          | 7             | 7             |
| Masai Russell | 100 m Hürden     | 12,53 s          | 1       | ―             | ―             | 12,42 s       | 2             | 12,33 s          | 1             | Gold          |
| Grace Stark | 100 m Hürden     | 12,72 s          | 3       | ―             | ―             | 12,39 s       | 1             | 12,43 s          | 5             | 5             |
| Anna Cockrell | 400 m Hürden     | 53,91 s          | 1       | ―             | ―             | 52,90 s       | 2             | 51,87 s          | 2             | Silber        |
| Jasmine Jones | 400 m Hürden     | 53,60 s          | 1       | ―             | ―             | 53,83 s       | 2             | 52,29 s          | 4             | 4             |
| Sydney McLaughlin-Levrone                                                                                         | 400 m Hürden     | 53,60 s          | 1       | ―             | ―             | 52,13 s       | 1             | 50,37 s (WR)     | 1             | Gold          |
| Valerie Constien                                                                                                  | 3000 m Hindernis | 9:16,33 min      | 3       | —             | —             | —             | —             | 9:34,08 min      | 15            | 15            |
| Marisa Howard | 3000 m Hindernis | 9:24,78 min      | 7       | —             | —             | —             | —             | ausgeschieden    | ausgeschieden | ausgeschieden |
| Courtney Wayment                                                                                                  | 3000 m Hindernis | 9:10,72 min      | 4       | —             | —             | —             | —             | 9:13,60 min      | 12            | 12            |
| Fiona O’Keeffe | Marathon         | —                | —       | —             | —             | —             | —             | DNF              | DNF           | DNF           |
| Emily Sisson | Marathon         | —                | —       | —             | —             | —             | —             | 2:29:53 h        | 23            | 23            |
| Dakotah Lindwurm                                                                                                  | Marathon         | —                | —       | —             | —             | —             | —             | 2:26:44 h        | 12            | 12            |
| Melissa Jefferson Sha’Carri Richardson Twanisha Terry Gabrielle Thomas                                            | 4 × 100 m        | 41,94 s          | 1       | —             | —             | —             | —             | 41,78 s          | 1             | Gold          |
| Quanera Hayes Shamier Little Aaliyah Butler Kaylyn Brown Sydney McLaughlin-Levrone Gabrielle Thomas Alexis Holmes | 4 × 400 m        | 3:21,44 min      | 1       | —             | —             | —             | —             | 3:15,27 min      | 1             | Gold          |
| Männer |                  |                  |         |               |               |               |               |                  |               |               |
| Kenneth Bednarek                                                                                                  | 100 m            | 9,97 s           | 1       | —             | —             | 9,93 s        | 4             | 9,88 s           | 7             | 7             |
| Fred Kerley | 100 m            | 9,97 s           | 1       | —             | —             | 9,84 s        | 2             | 9,81 s           | 3             | Bronze        |
| Noah Lyles | 100 m            | 10,04 s          | 2       | —             | —             | 9,83 s        | 2             | 9,79 s           | 1             | Gold          |
| Kenneth Bednarek                                                                                                  | 200 m            | 19,96 s          | 1       | ―             | ―             | 20,00 s       | 1             | 19,62 s          | 2             | Silber        |
| Erriyon Knighton                                                                                                  | 200 m            | 19,99 s          | 1       | ―             | ―             | 20,09 s       | 1             | 19,99 s          | 4             | 4             |
| Noah Lyles | 200 m            | 20,19 s          | 1       | ―             | ―             | 20,08 s       | 2             | 19,70 s          | 3             | Bronze        |
| Christopher Bailey                                                                                                | 400 m            | 44,89 s          | 2       | ―             | ―             | 44,31 s       | 3             | 44,58 s          | 6             | 6             |
| Quincy Hall | 400 m            | 44,28 s          | 1       | ―             | ―             | 43,95 s       | 1             | 43,40 s          | 1             | Gold          |
| Michael Norman | 400 m            | 44,10 s          | 1       | ―             | ―             | 44,26 s       | 2             | 45,62 s          | 8             | 8             |
| Bryce Hoppel | 800 m            | 1:45,24 min      | 2       | ―             | ―             | 1:43,41 min   | 2             | 1:41,67 min      | 4             | 4             |
| Hobbs Kessler | 800 m            | 1:46,15 min      | 3       | ―             | ―             | 1:46,20 min   | 6             | ausgeschieden    | ausgeschieden | ausgeschieden |
| Brandon Miller | 800 m            | 1:46,34 min      | 8       | 1:44,21 min   | 1             | 1:45,79 min   | 5             | ausgeschieden    | ausgeschieden | ausgeschieden |
| Cole Hocker | 1500 m           | 3:35,27 min      | 2       | ―             | ―             | 3:32,54 min   | 3             | 3:27,65 min (OR) | 1             | Gold          |
| Hobbs Kessler | 1500 m           | 3:36,87 min      | 2       | ―             | ―             | 3:31,97 min   | 2             | 3:29,45 min      | 5             | 5             |
| Yared Nuguse | 1500 m           | 3:36,56 min      | 5       | ―             | ―             | 3:31,72 min   | 1             | 3:27,80 min      | 3             | Bronze        |
| Graham Blanks | 5000 m           | 14:09,06 min     | 6       | —             | —             | —             | —             | 13:18,67 min     | 9             | 9             |
| Grant Fisher | 5000 m           | 13:52,44 min     | 4       | —             | —             | —             | —             | 13:15,13 min     | 3             | Bronze        |
| Abdihamid Nur | 5000 m           | 14:15,00 min     | 19      | —             | —             | —             | —             | ausgeschieden    | ausgeschieden | ausgeschieden |
| Grant Fisher | 10.000 m         | —                | —       | —             | —             | —             | —             | 26:43,46 min     | 3             | Bronze        |
| William Kincaid                                                                                                   | 10.000 m         | —                | —       | —             | —             | —             | —             | 27:29,40 min     | 16            | 16            |
| Nico Young | 10.000 m         | —                | —       | —             | —             | —             | —             | 26:58,11 min     | 12            | 12            |
| Freddie Crittenden                                                                                                | 110 m Hürden     | 18,27 s          | 8       | 13,42 s       | 1             | 13,23 s       | 2             | 13,32 s          | 6             | 6             |
| Grant Holloway | 110 m Hürden     | 13,01 s          | 1       | ―             | ―             | 12,98 s       | 1             | 12,99 s          | 1             | Gold          |
| Daniel Roberts | 110 m Hürden     | 13,43 s          | 3       | ―             | ―             | 13,10 s       | 2             | 13,09 s          | 2             | Silber        |
| CJ Allen | 400 m Hürden     | 48,64 s          | 2       | ―             | ―             | 48,44 s       | 4             | ausgeschieden    | ausgeschieden | ausgeschieden |
| Trevor Bassitt | 400 m Hürden     | 49,38 s          | 5       | 48,64 s       | 1             | 48,29 s       | 4             | ausgeschieden    | ausgeschieden | ausgeschieden |
| Rai Benjamin | 400 m Hürden     | 48,82 s          | 1       | ―             | ―             | 47,85 s       | 1             | 46,46 s          | 1             | Gold          |
| James Corrigan | 3000 m Hindernis | 8:36,67 min      | 10      | —             | —             | —             | —             | ausgeschieden    | ausgeschieden | ausgeschieden |
| Kenneth Rooks | 3000 m Hindernis | 8:24,95 min      | 2       | —             | —             | —             | —             | 8:06,41 min      | 2             | Silber        |
| Matthew Wilkinson                                                                                                 | 3000 m Hindernis | 8:16,82 min      | 6       | —             | —             | —             | —             | ausgeschieden    | ausgeschieden | ausgeschieden |
| Leonard Korir | Marathon         | —                | —       | —             | —             | —             | —             | 2:18:45 h        | 63            | 63            |
| Conner Mantz | Marathon         | —                | —       | —             | —             | —             | —             | 2:08:12 h        | 8             | 8             |
| Clayton Young | Marathon         | —                | —       | —             | —             | —             | —             | 2:08:44 h        | 9             | 9             |
| Christian Coleman Fred Kerley Kyree King Courtney Lindsey Kenny Bednarek                                          | 4 × 100 m        | 37,47 s          | 1       | —             | —             | —             | —             | DSQ              | DSQ           | DSQ           |
| Christopher Bailey Vernon Norwood Bryce Deadmon Rai Benjamin Quincy Wilson                                        | 4 × 400 m        | 2:59,15 min      | 3       | —             | —             | —             | —             | 2:54,43 min      | 1             | Gold          |
| Mixed |                  |                  |         |               |               |               |               |                  |               |               |
| Kaylyn Brown Bryce Deadmon Shamier Little Vernon Norwood                                                          | 4 × 400 m        | 3:07,41 min (WR) | 1       | —             | —             | —             | —             | 3:07,74 min      | 2             | Silber        |

Springen und Werfen
| Athleten            | Wettbewerb     | Qualifikation | Qualifikation | Finale        | Finale        | Rang          |
| Athleten            | Wettbewerb     | Weite/Höhe    | Rang          | Weite/Höhe    | Rang          | Rang          |
| ------------------- | -------------- | ------------- | ------------- | ------------- | ------------- | ------------- |
| Frauen              |                |               |               |               |               |               |
| Vashti Cunningham   | Hochsprung     | 1,92 m        | 12            | 1,95 m        | 5             | 5             |
| Rachel Glenn        | Hochsprung     | 1,88 m        | 15            | ausgeschieden | ausgeschieden | 15            |
| Brynn Taylor King   | Stabhochsprung | 4,40 m        | 22            | ausgeschieden | ausgeschieden | 22            |
| Katie Moon          | Stabhochsprung | 4,55 m        | 1             | 4,85 m        | 2             | Silber        |
| Bridget Williams    | Stabhochsprung | 4,40 m        | 22            | ausgeschieden | ausgeschieden | 22            |
| Tara Davis-Woodhall | Weitsprung     | 6,90 m        | 1             | 7,10 m        | 1             | Gold          |
| Jasmine Moore       | Weitsprung     | 6,66 m        | 6             | 6,96 m        | 3             | Bronze        |
| Monae’ Nichols      | Weitsprung     | 6,64 m        | 8             | 6,67 m        | 6             | 6             |
| Tori Franklin       | Dreisprung     | 14,02 m       | 14            | ausgeschieden | ausgeschieden | 14            |
| Jasmine Moore       | Dreisprung     | 14,43 m       | 3             | 14,67 m       | 3             | Bronze        |
| Keturah Orji        | Dreisprung     | 14,09 m       | 11            | 14,05 m       | 9             | 9             |
| Chase Jackson       | Kugelstoßen    | 17,60 m       | 17            | ausgeschieden | ausgeschieden | 17            |
| Jaida Ross          | Kugelstoßen    | 18,58 m       | 8             | 19,28 m       | 4             | 4             |
| Raven Saunders      | Kugelstoßen    | 18,62 m       | 7             | 17,79 m       | 11            | 11            |
| Annette Echikunwoke | Hammerwurf     | 73,52 m       | 4             | 75,48 m       | 2             | Silber        |
| DeAnna Price        | Hammerwurf     | 73,79 m       | 3             | 71,00 m       | 11            | 11            |
| Erin Reese          | Hammerwurf     | 70,23 m       | 14            | ausgeschieden | ausgeschieden | 14            |
| Valarie Allman      | Diskuswurf     | 69,59 m       | 1             | 69,50 m       | 1             | Gold          |
| Veronica Fraley     | Diskuswurf     | 62,54 m       | 13            | ausgeschieden | ausgeschieden | 13            |
| Jayden Ulrich       | Diskuswurf     | 61,08 m       | 18            | ausgeschieden | ausgeschieden | 18            |
| Maggie Malone       | Speerwurf      | 58,76 m       | 24            | ausgeschieden | ausgeschieden | 24            |
| Männer              |                |               |               |               |               |               |
| Juvaughn Harrison   | Hochsprung     | 2,20 m        | 19            | ausgeschieden | ausgeschieden | 19            |
| Shelby McEwen       | Hochsprung     | 2,27 m        | 1             | 2,36 m        | 2             | Silber        |
| Vernon Turner       | Hochsprung     | 2,15 m        | 28            | ausgeschieden | ausgeschieden | 28            |
| Sam Kendricks       | Stabhochsprung | 5,75 m        | 8             | 5,95 m        | 2             | Silber        |
| Christopher Nilsen  | Stabhochsprung | 5,40 m        | 26            | ausgeschieden | ausgeschieden | 26            |
| Jacob Wooten        | Stabhochsprung | 5,60 m        | 22            | ausgeschieden | ausgeschieden | 22            |
| Malcolm Clemons     | Weitsprung     | 7,72 m        | 21            | ausgeschieden | ausgeschieden | 21            |
| Jeremiah Davis      | Weitsprung     | 7,83 m        | 15            | ausgeschieden | ausgeschieden | 15            |
| Jarrion Lawson      | Weitsprung     | ogV           | ogV           | ausgeschieden | ausgeschieden | ausgeschieden |
| Salif Mane          | Dreisprung     | 17,16 m       | 3             | 17,41 m       | 6             | 6             |
| Russell Robinson    | Dreisprung     | 16,47 m       | 22            | ausgeschieden | ausgeschieden | 22            |
| Donald Scott        | Dreisprung     | 16,77 m       | 14            | ausgeschieden | ausgeschieden | 14            |
| Ryan Crouser        | Kugelstoßen    | 21,49 m       | 4             | 22,90 m       | 1             | Gold          |
| Joe Kovacs          | Kugelstoßen    | 21,24 m       | 7             | 22,15 m       | 2             | Silber        |
| Payton Otterdahl    | Kugelstoßen    | 21,52 m       | 3             | 22,03 m       | 4             | 4             |
| Daniel Haugh        | Hammerwurf     | ogV           | ogV           | ausgeschieden | ausgeschieden | ausgeschieden |
| Rudy Winkler        | Hammerwurf     | 77,29 m       | 4             | 77,92 m       | 6             | 6             |
| Joseph Brown        | Diskuswurf     | 61,68 m       | 22            | ausgeschieden | ausgeschieden | 22            |
| Andrew Evans        | Diskuswurf     | 62,25 m       | 17            | ausgeschieden | ausgeschieden | 17            |
| Sam Mattis          | Diskuswurf     | 62,66 m       | 14            | ausgeschieden | ausgeschieden | 14            |
| Curtis Thompson     | Speerwurf      | 76,79 m       | 27            | ausgeschieden | ausgeschieden | 27            |

Mehrkampf 
| Athletinnen    | 100 m Hürden | 100 m Hürden | Hochsprung | Hochsprung | Kugelstoßen | Kugelstoßen | 200 m   | 200 m  | Weitsprung | Weitsprung | Speerwurf | Speerwurf | 800 m       | 800 m  | Punkte | Rang |
| Athletinnen    | Zeit         | Punkte       | Höhe       | Punkte     | Weite       | Punkte      | Zeit    | Punkte | Weite      | Punkte     | Weite     | Punkte    | Zeit        | Punkte | Punkte | Rang |
| -------------- | ------------ | ------------ | ---------- | ---------- | ----------- | ----------- | ------- | ------ | ---------- | ---------- | --------- | --------- | ----------- | ------ | ------ | ---- |
| Siebenkampf    |              |              |            |            |             |             |         |        |            |            |           |           |             |        |        |      |
| Taliyah Brooks | 13,00 s      | 1124         | 1,77 m     | 941        | 13,58 m     | 766         | 24,02 s | 979    | 6,15 m     | 896        | 38,76 s   | 644       | 2:13,95 min | 908    | 6258   | 11   |
| Anna Hall      | 13,36 s      | 1071         | 1,89 m     | 1093       | 14,11 m     | 801         | 23,89 s | 991    | 5,93 m     | 828        | 45,99 s   | 783       | 2:04,39 min | 1048   | 6615   | 5    |
| Chari Hawkins  | 13,16 s      | 1100         | ogV        | 0          | 13,64 m     | 770         | 24,49 s | 934    | 5,90 m     | 819        | 44,30 m   | 750       | 2:15,76 min | 882    | 5255   | 21   |

| Athleten          | 100 m   | 100 m | Weitsprung | Weitsprung | Kugelstoßen | Kugelstoßen | Hochsprung | Hochsprung | 400 m   | 400 m | 110 m Hürden | 110 m Hürden | Diskuswurf | Diskuswurf | Stabhochsprung | Stabhochsprung | Speerwurf | Speerwurf | 1500 m      | 1500 m | Punkte | Rang |
| Athleten          | Zeit    | Pkte. | Weite      | Pkte.      | Weite       | Pkte.       | Höhe       | Pkte.      | Zeit    | Pkte. | Zeit         | Pkte.        | Weite      | Pkte.      | Höhe           | Pkte.          | Weite     | Pkte.     | Zeit        | Pkte.  | Punkte | Rang |
| ----------------- | ------- | ----- | ---------- | ---------- | ----------- | ----------- | ---------- | ---------- | ------- | ----- | ------------ | ------------ | ---------- | ---------- | -------------- | -------------- | --------- | --------- | ----------- | ------ | ------ | ---- |
| Zehnkampf         |         |       |            |            |             |             |            |            |         |       |              |              |            |            |                |                |           |           |             |        |        |      |
| Heath Baldwin     | 10,91 s | 881   | 7,38 m     | 905        | 14,48 m     | 758         | 2,17 m     | 963        | 49,04 s | 859   | 14,04 s      | 969          | 43,66 m    | 739        | 4,70 m         | 819            | 67,59 m   | 853       | 4:40,67 min | 676    | 8422   | 10   |
| Harrison Williams | 10,62 s | 947   | 7,42 m     | 915        | 15,66 m     | 830         | 1,96 m     | 767        | 46,71 s | 973   | 14,28 s      | 939          | 46,91 m    | 806        | 5,10 m         | 941            | 51,17 m   | 606       | 4:19,58 min | 814    | 8538   | 7    |
| Zach Ziemek       | 10,60 s | 952   | 6,86 m     | 781        | 15,03 m     | 792         | 1,96 m     | 767        | 50,79 s | 779   | 15,11 s      | 836          | 50,08 m    | 872        | 5,00 m         | 910            | 57,05 m   | 694       | 4:53,17 min | 600    | 7983   | 17   |

### Moderner Fünfkampf
Durch ihren vierten Platz bei den Panamerikanischen Spielen 2023 qualifizierte sich Jessica Davis für die Olympischen Spiele.
| Athleten      | Fechten | Fechten | Schwimmen   | Schwimmen | Reiten  | Reiten | Combined     | Combined | Punkte | Rang |
| Athleten      | Bilanz  | Punkte  | Zeit        | Punkte    | Zeit    | Punkte | Zeit         | Punkte   | Punkte | Rang |
| ------------- | ------- | ------- | ----------- | --------- | ------- | ------ | ------------ | -------- | ------ | ---- |
| Frauen        |         |         |             |           |         |        |              |          |        |      |
| Jessica Davis | 16+4    | 213     | 2:27,61 min | 255       | 54,99 s | 293    | 12:27,42 min | 553      | 1310   | 14   |

### Radsport
Über die UCI-Straßen-Weltrangliste nach Nationen erhielten die Vereinigten Staaten für das Straßenrennen der Männer drei, für das der Frauen zwei Startplätze. Zudem waren im Einzelzeitfahren jeweils zwei Athleten startberechtigt. Auf der Bahn konnte man sich über die entsprechenden Qualifikationsranglisten bei den Männern im Omnium und bei den Frauen für alle Ausdauer-Wettbewerbe qualifizieren. Im Mountainbike standen über das olympische Qualifikationsranking je zwei Startplätze bei Männern und Frauen zur Verfügung. Im BMX-Rennsport wurden über das Ranking drei Startplätze bei den Frauen und zwei bei den Männern an die Vereinigten Staaten vergeben. Im BMX-Freestyle konnten sich bei der olympischen Qualifikationsserie je zwei Athleten qualifizieren.

#### Bahn
| Athleten                                                     | Wettbewerb            | Rang | Details                                                                                          |
| ------------------------------------------------------------ | --------------------- | ---- | ------------------------------------------------------------------------------------------------ |
| Frauen                                                       |                       |      |                                                                                                  |
| Chloé Dygert Kristen Faulkner Jennifer Valente Lily Williams | Mannschaftsverfolgung | Gold | Qualifikation: 4:05,238 min Erste Runde: 4:94,629 min Finale: 4:04,306 min                       |
| Jennifer Valente Lily Williams                               | Madison               | 4    | 18 Punkte                                                                                        |
| Jennifer Valente                                             | Omnium                | Gold | Scratch: 40 Punkte Temporennen: 38 Punkte Ausscheidungsfahren: 40 Punkte Punktefahren: 26 Punkte |
| Männer                                                       |                       |      |                                                                                                  |
| Grant Koontz                                                 | Omnium                | 16   | Scratch: 12 Punkte Temporennen: 24 Punkte Ausscheidungsfahren: 6 Punkte Punktefahren: 0 Punkte   |

#### Straße
| Athleten         | Wettbewerb       | Zeit         | Rang   |
| ---------------- | ---------------- | ------------ | ------ |
| Frauen           |                  |              |        |
| Chloé Dygert     | Straßenrennen    | 4:03:03 h    | 15     |
| Chloé Dygert     | Einzelzeitfahren | 41:10,70 min | Bronze |
| Kristen Faulkner | Straßenrennen    | 3:59:23 h    | Gold   |
| Taylor Knibb     | Einzelzeitfahren | 43:03,46 min | 19     |
| Männer           |                  |              |        |
| Matteo Jorgenson | Straßenrennen    | 6:20:50 h    | 9      |
| Brandon McNulty  | Straßenrennen    | 6:21:54 h    | 24     |
| Magnus Sheffield | Straßenrennen    | 6:26:57 h    | 42     |
| Brandon McNulty  | Einzelzeitfahren | 37:16,60 min | 5      |
| Magnus Sheffield | Einzelzeitfahren | 38:05,24 min | 16     |

#### Mountainbike
| Athleten            | Wettbewerb    | Zeit      | Rang   |
| ------------------- | ------------- | --------- | ------ |
| Frauen              |               |           |        |
| Haley Batten        | Cross-Country | 1:28:59 h | Silber |
| Savilia Blunk       | Cross-Country | 1:31:52 h | 12     |
| Männer              |               |           |        |
| Riley Amos          | Cross-Country | 1:28:08 h | 7      |
| Christopher Blevins | Cross-Country | 1:29:06 h | 13     |

#### BMX-Rennsport
| Athleten         | Wettbewerb | Viertelfinale | Viertelfinale | Halbfinale    | Halbfinale    | Finale        | Finale        | Rang |
| Athleten         | Wettbewerb | Punkte        | Rang          | Punkte        | Rang          | Zeit          | Rang          | Rang |
| ---------------- | ---------- | ------------- | ------------- | ------------- | ------------- | ------------- | ------------- | ---- |
| Frauen           |            |               |               |               |               |               |               |      |
| Felicia Stancil  | BMX-Rennen | 20            | 22            | ausgeschieden | ausgeschieden | ausgeschieden | ausgeschieden | 22   |
| Daleny Vaughn    | BMX-Rennen | 8             | 7             | 16            | 11            | ausgeschieden | ausgeschieden | 11   |
| Alise Willoughby | BMX-Rennen | 3             | 3             | 11            | 5             | 36,171 s      | 6             | 6    |
| Männer           |            |               |               |               |               |               |               |      |
| Kamren Larsen    | BMX-Rennen | 7             | 4             | 19            | 14            | ausgeschieden | ausgeschieden | 14   |
| Cameron Wood     | BMX-Rennen | 7             | 5             | 11            | 7             | 32,446 s      | 5             | 5    |

#### BMX-Freestyle
| Athleten           | Wettbewerb | Qualifikation | Qualifikation | Finale | Finale |
| Athleten           | Wettbewerb | Punkte        | Rang          | Punkte | Rang   |
| ------------------ | ---------- | ------------- | ------------- | ------ | ------ |
| Männer             |            |               |               |        |        |
| Marcus Christopher | Freestyle  | 89,48         | 2             | 93,11  | 4      |
| Justin Dowell      | Freestyle  | 89,07         | 4             | 88,35  | 7      |
| Frauen             |            |               |               |        |        |
| Hannah Roberts     | Freestyle  | 91,45         | 1             | 70,00  | 8      |
| Perris Benegas     | Freestyle  | 85,44         | 4             | 90,70  | Silber |

### Reiten
Über die Weltmeisterschaften in der Dressur und im Vielseitigkeitsreiten sowie über die Panamerikanischen Spiele 2023 hatten sich alle drei amerikanischen Mannschaften qualifiziert. Dadurch konnten auch im Einzel jeweils drei Reiter an den Start gehen. Die Vielseitigkeitsmannschaft wurde vom Verband am 3. Juni 2024 bekanntgegeben.

#### Dressurreiten
| Athleten                                                                      | Wettbewerb | Prozent / Punkte           | Prozent / Punkte | Prozent / Punkte | Rang          |
| Athleten                                                                      | Wettbewerb | Grand Prix (Qualifikation) | GP Spécial       | GP Kür           | Rang          |
| ----------------------------------------------------------------------------- | ---------- | -------------------------- | ---------------- | ---------------- | ------------- |
| Adrienne Lyle mit Helix                                                       | Einzel     | 72,593 %                   | —                | ausgeschieden    | 20            |
| Marcus Orlob mit Jane                                                         | Einzel     | WD                         | —                | ausgeschieden    | ausgeschieden |
| Steffen Peters mit Suppenkasper                                               | Einzel     | 66,491 %                   | —                | ausgeschieden    | 51            |
| Adrienne Lyle mit Helix Marcus Orlob mit Jane Steffen Peters mit Suppenkasper | Mannschaft | WD                         | ausgeschieden    | —                | ―             |

#### Springreiten
| Athleten                                                                           | Wettbewerb | Strafpunkte   | Strafpunkte   | Strafpunkte   | Strafpunkte   | Strafpunkte   | Strafpunkte   | Rang   |
| Athleten                                                                           | Wettbewerb | Einzelwertung | Einzelwertung | Einzelwertung | Nationenpreis | Nationenpreis | Nationenpreis | Rang   |
| Athleten                                                                           | Wettbewerb | 1. Umlauf     | 2. Umlauf     | Stechen       | 1. Umlauf     | 2. Umlauf     | Stechen       | Rang   |
| ---------------------------------------------------------------------------------- | ---------- | ------------- | ------------- | ------------- | ------------- | ------------- | ------------- | ------ |
| Karl Cook mit Caracole de la Roque                                                 | Einzel     | 0             | 8             | —             | —             | —             | —             | 16     |
| Laura Kraut mit Baloutinue                                                         | Einzel     | 4             | 4             | —             | —             | —             | —             | 8      |
| McLain Ward mit Ilex                                                               | Einzel     | 4             | ausgeschieden | ausgeschieden | —             | —             | —             | 34     |
| Karl Cook mit Caracole de la Roque Laura Kraut mit Baloutinue McLain Ward mit Ilex | Mannschaft | —             | —             | —             | 6             | 4             | —             | Silber |

#### Vielseitigkeitsreiten
| Athleten                                                                                    | Wettbewerb | Minuspunkte Dressur | Minuspunkte Gelände | Minuspunkte Springen | Minuspunkte Springen | Minuspunkte Gesamt | Rang |
| ------------------------------------------------------------------------------------------- | ---------- | ------------------- | ------------------- | -------------------- | -------------------- | ------------------ | ---- |
| Elisabeth Halliday mit Nutcracker                                                           | Einzel     | 28,00               | 6,00                | 0,80                 | 5,20                 | 40,00              | 19   |
| Boyd Martin mit Fedarman B                                                                  | Einzel     | 30,50               | 1,60                | 0,00                 | 0,00                 | 32,10              | 10   |
| Caroline Pamukcu mit HSH Blake                                                              | Einzel     | 30,40               | 32,00               | 4,40                 | ausg.                | 66,80              | 37   |
| Elisabeth Halliday mit Nutcracker Boyd Martin mit Fedarman B Caroline Pamukcu mit HSH Blake | Mannschaft | 88,90               | 38,00               | 5,20                 | —                    | 133,70             | 7    |

### Ringen
Bei den Weltmeisterschaften 2023 konnten amerikanische Ringer Quotenplätze in sieben Gewichtsklassen gewinnen. Beim panamerikanischen Qualifikationsturnier in Acapulco kamen sechs weitere Gewichtsklassen hinzu. Beim abschließenden internationalen Qualifikationsturnier in Istanbul kamen drei weitere Quotenplätze hinzu, sodass die USA in Paris in 16 von 18 Gewichtsklassen vertreten waren. Welche Athleten die gewonnenen Quotenplätze erhielten, wurde im Rahmen der Olympic Trials in State College ermittelt.

#### Freier Stil
Legende: G = Gewonnen, V = Verloren, S = Schultersieg
| Athleten          | Wettbewerb        | Achtelfinale   | Achtelfinale | Viertelfinale        | Viertelfinale | Halbfinale        | Halbfinale    | Hoffnungsrunde Halbfinale | Hoffnungsrunde Halbfinale | Hoffnungsrunde Finale | Hoffnungsrunde Finale | Finale             | Finale        | Rang   |
| Athleten          | Wettbewerb        | Gegner         | Ergebnis     | Gegner               | Ergebnis      | Gegner            | Ergebnis      | Gegner                    | Ergebnis                  | Gegner                | Ergebnis              | Gegner             | Ergebnis      | Rang   |
| ----------------- | ----------------- | -------------- | ------------ | -------------------- | ------------- | ----------------- | ------------- | ------------------------- | ------------------------- | --------------------- | --------------------- | ------------------ | ------------- | ------ |
| Frauen            |                   |                |              |                      |               |                   |               |                           |                           |                       |                       |                    |               |        |
| Sarah Hildebrandt | Klasse bis 50 kg  | I. Doudou      | G 10:0       | Feng Z.              | G 7:4         | D. Otgondschargal | V 0:5         | —                         | —                         | —                     | —                     | Y. Guzmán          | G 3:0         | Gold   |
| Dominique Parrish | Klasse bis 53 kg  | A. Fujinami    | V 0:6S       | ausgeschieden        | ausgeschieden | ausgeschieden     | ausgeschieden | B. Chulan                 | V 4:10S                   | ausgeschieden         | ausgeschieden         | ausgeschieden      | ausgeschieden | 11     |
| Helen Maroulis    | Klasse bis 57 kg  | A. Malik       | G 7:2        | A. Hruschyna-Akobija | G 7:4         | T. Sakurai        | G 10:4        | —                         | —                         | H. Taylor             | G 4S:0                | ausgeschieden      | ausgeschieden | Bronze |
| Kayla Miracle     | Klasse bis 62 kg  | N. Baş         | G 12:2       | A. Tynybekowa        | V 6:6         | ausgeschieden     | ausgeschieden | ausgeschieden             | ausgeschieden             | ausgeschieden         | ausgeschieden         | ausgeschieden      | ausgeschieden | 7      |
| Amit Elor         | Klasse bis 68 kg  | B. Tosun       | G 10:2       | W. Chołuj            | G 8:0         | Pak S.-g.         | G 10:0        | —                         | —                         | —                     | —                     | M. Dschumanasarowa | G 3:0         | Gold   |
| Kennedy Blades    | Klasse bis 76 kg  | C. Axente      | G 11:0       | M. Marín             | G 4:3         | A. Medet Kyzy     | G 8:6         | —                         | —                         | —                     | —                     | Y. Kagami          | V 1:3         | Silber |
| Männer            |                   |                |              |                      |               |                   |               |                           |                           |                       |                       |                    |               |        |
| Spencer Lee       | Klasse bis 57 kg  | Zou W.         | G 3:2        | B. A. Uulu           | G 12:2        | G. Abdullayev     | G 14:4        | —                         | —                         | —                     | —                     | R. Higuchi         | V 2:4         | Silber |
| Zain Retherford   | Klasse bis 65 kg  | R. Amouzad     | V 0:8        | ausgeschieden        | ausgeschieden | ausgeschieden     | ausgeschieden | Islam Dudaev              | w.o.                      | ausgeschieden         | ausgeschieden         | ausgeschieden      | ausgeschieden | 13     |
| Kyle Douglas Dake | Klasse bis 74 kg  | A. Montero     | G 10:0       | Y. Emami             | G 11S:1       | D. Takatani       | V 12:20       | —                         | —                         | C. Zabolow            | G 10:4                | ausgeschieden      | ausgeschieden | Bronze |
| Aaron Brooks      | Klasse bis 86 kg  | A. Dauletbekow | V 3:4        | H. Ishiguro          | G 11:1        | M. Ramasanow      | V 3:4         | —                         | —                         | J. Shapiev            | G 5:0                 | ausgeschieden      | ausgeschieden | Bronze |
| Kyle Snyder       | Klasse bis 97 kg  | H. Awusayiman  | G 9:5        | A. Silot             | G 5:0         | A. Tazhudinov     | V 4:6         | ausgeschieden             | ausgeschieden             | A. A. Azarpira        | V 1:4                 | ausgeschieden      | ausgeschieden | 5      |
| Mason Parris      | Klasse bis 125 kg | Mönchtöriin L. | V 5:10       | ausgeschieden        | ausgeschieden | ausgeschieden     | ausgeschieden | ausgeschieden             | ausgeschieden             | ausgeschieden         | ausgeschieden         | ausgeschieden      | ausgeschieden | 10     |

#### Griechisch-römischer Stil
Legende: G = Gewonnen, V = Verloren, S = Schultersieg
| Athleten        | Wettbewerb        | Achtelfinale  | Achtelfinale | Viertelfinale | Viertelfinale | Halbfinale    | Halbfinale    | Hoffnungsrunde Halbfinale | Hoffnungsrunde Halbfinale | Hoffnungsrunde Finale | Hoffnungsrunde Finale | Finale        | Finale        | Rang |
| Athleten        | Wettbewerb        | Gegner        | Ergebnis     | Gegner        | Ergebnis      | Gegner        | Ergebnis      | Gegner                    | Ergebnis                  | Gegner                | Ergebnis              | Gegner        | Ergebnis      | Rang |
| --------------- | ----------------- | ------------- | ------------ | ------------- | ------------- | ------------- | ------------- | ------------------------- | ------------------------- | --------------------- | --------------------- | ------------- | ------------- | ---- |
| Männer          |                   |               |              |               |               |               |               |                           |                           |                       |                       |               |               |      |
| Kamal Bey       | Klasse bis 77 kg  | A. Machmudow  | V 1:4        | ausgeschieden | ausgeschieden | ausgeschieden | ausgeschieden | ausgeschieden             | ausgeschieden             | ausgeschieden         | ausgeschieden         | ausgeschieden | ausgeschieden | 11   |
| Payton Jacobson | Klasse bis 87 kg  | A. Komarow    | V 0:10       | ausgeschieden | ausgeschieden | ausgeschieden | ausgeschieden | ausgeschieden             | ausgeschieden             | ausgeschieden         | ausgeschieden         | ausgeschieden | ausgeschieden | 16   |
| Joe Rau         | Klasse bis 97 kg  | M. H. Saravi  | V 1:10       | ausgeschieden | ausgeschieden | ausgeschieden | ausgeschieden | Ü. Dschussupbekow         | V 4:9                     | ausgeschieden         | ausgeschieden         | ausgeschieden | ausgeschieden | 9    |
| Adam Coon       | Klasse bis 130 kg | A. Mirzazadeh | V 1:3        | ausgeschieden | ausgeschieden | ausgeschieden | ausgeschieden | ausgeschieden             | ausgeschieden             | ausgeschieden         | ausgeschieden         | ausgeschieden | ausgeschieden | 12   |

### Rudern
Bei den Weltmeisterschaften 2023 konnten sich die Vereinigten Staaten für acht Bootsklassen bei den Olympischen Spielen qualifizieren. Bei der finalen Qualifikationsregatta in Luzern kamen vier weitere Boote hinzu, sodass die Vereinigten Staaten in Paris in 12 von 14 Bootsklassen (darunter alle Bootsklassen bei den Frauen) vertreten waren. Das Aufgebot der Sportler wurde am 10. Juni 2024 vom amerikanischen Ruderverband bekanntgegeben.
| Athleten | Wettbewerb                  | Vorlauf     | Vorlauf | Vorlauf        | Hoffnungslauf / Viertelfinale | Hoffnungslauf / Viertelfinale | Hoffnungslauf / Viertelfinale | Halbfinale  | Halbfinale | Halbfinale    | Finale      | Finale | Rang   |
| Athleten | Wettbewerb                  | Zeit        | Rang    | Qualifikation  | Zeit                          | Rang                          | Qualifikation                 | Zeit        | Rang       | Qualifikation | Zeit        | Rang   | Rang   |
| --- | --------------------------- | ----------- | ------- | -------------- | ----------------------------- | ----------------------------- | ----------------------------- | ----------- | ---------- | ------------- | ----------- | ------ | ------ |
| Frauen |                             |             |         |                |                               |                               |                               |             |            |               |             |        |        |
| Kara Kohler | Einer                       | 7:32,46 min | 1       | Viertelfinale  | 7:34,96 min                   | 2                             | Halbfinale A/B                | 7:22,33 min | 3          | A-Finale      | 7:25,07 min | 5      | 5      |
| Jessica Thoennes Azja Czajkowski | Zweier ohne Steuerfrau      | 7:25,52 min | 3       | Halbfinale A/B | ―                             | ―                             | ―                             | 7:15,59 min | 2          | A-Finale      | 7:05,31 min | 4      | 4      |
| Kristina Wagner Sophia Vitas | Doppelzweier                | 6:56,47 min | 3       | Halbfinale A/B | ―                             | ―                             | ―                             | 7:04,12 min | 5          | B-Finale      | 6:50,74 min | 3      | 9      |
| Mary Reckford Michelle Sechser | Leichtgewichts-Doppelzweier | 7:12,65 min | 2       | Halbfinale A/B | ―                             | ―                             | ―                             | 7:05,03 min | 3          | A-Finale      | 6:55,60 min | 6      | 6      |
| Kaitlin Knifton Mary Mazzio-Manson Kelsey Reelick Emily Kallfelz                                                                                         | Vierer ohne Steuerfrau      | 6:49,66 min | 4       | Hoffnungslauf  | 6:32,48 min                   | 5                             | A-Finale                      | —           | —          | —             | 6:34,88 min | 5      | 5      |
| Lauren O’Connor Teal Cohen Emily Delleman Grace Joyce | Doppelvierer                | 6:27,35 min | 4       | Hoffnungslauf  | 6:34,04 min                   | 5                             | B-Finale                      | —           | —          | —             | 6:31,71 min | 3      | 9      |
| Molly Bruggeman Margaret Hedeman Meghan Musnicki Claire Collins Olivia Coffey Regina Salmons Madeleine Wanamaker Charlotte Buck Cristina Castagna (Stf.) | Achter                      | 6:19,00     | 2       | Hoffnungslauf  | 6:03,93 min                   | 3                             | A-Finale                      | —           | —          | —             | 6:01,73 min | 5      | 5      |
| Männer |                             |             |         |                |                               |                               |                               |             |            |               |             |        |        |
| Jacob Plihal | Einer                       | 6:54,95 min | 2       | Viertelfinale  | 6:47,03 min                   | 3                             | Halbfinale C/D                | 6:56,95 min | 1          | C-Finale      | 6:41,97 min | 1      | 13     |
| Oliver Bub William Bender | Zweier ohne Steuermann      | 7:02 min    | 5       | Hoffnungslauf  | 6:51,32 min                   | 3                             | Halbfinale A/B                | 6:46,11 min | 6          | B-Finale      | 6:28,57 min | 4      | 10     |
| Ben Davison Sorin Koszyk | Doppelzweier                | 6:16,48 min | 3       | Halbfinale A/B | ―                             | ―                             | ―                             | 6:14,19 min | 2          | A-Finale      | 6:17,02 min | 4      | 4      |
| Liam Corrigan Michael Grady Justin Best Nick Mead | Vierer ohne Steuermann      | 6:04,95 min | 1       | A-Finale       | ―                             | ―                             | ―                             | —           | —          | —             | 5:49,03 min | 1      | Gold   |
| Pieter Quinton Evan Olson Peter Chatain Christopher Carlson Clark Dean Christian Tabash Nicholas Rusher Henry Hollingsworth Rielly Milne (Stm.)          | Achter                      | 5:29,94 min | 1       | A-Finale       | ―                             | ―                             | ―                             | —           | —          | —             | 5:25,28 min | 3      | Bronze |

### 7er-Rugby
Beide amerikanischen Rugbyteams hatten sich für die Olympischen Spiele qualifiziert. Den Frauen gelang dies World Rugby Sevens Series 2022/23, den Männern durch den Sieg bei der 7er-Rugby-Nord-/Zentralamerikameisterschaft 2023 in Langford.
| Wettbewerb         | Frauen | Männer |
| ------------------ | --- | --- |
| Athleten           | Kayla Canett Lauren Doyle Alev Kelter Kristi Kirshe Sarah Levy Ilona Maher Alena Olsen Ariana Ramsey Steph Rovetti Alex Sedrick Sammy Sullivan Naya Tapper | Perry Baker Orrin Bizer Aaron Cummings Malacchi Esdale Madison Hughes Naima Fuala'au Lucas Lacamp Matai Leuta Steve Tomasin Maka Unufe Kevon Williams Marcus Tupuola |
| Trainer            | Emilie Bydwell | Mike Friday |
| Gruppenphase       | Japan (36:7) Brasilien (24:5) Frankreich (14:31) | Frankreich (12:12) Fidschi (12:38) Uruguay (33:17) |
| Viertelfinale      | Großbritannien (17:7) | Australien (0:18) |
| Halbfinale         | Neuseeland (12:24) | ausgeschieden |
| Finale/Platz 3     | Australien (14:12) | ausgeschieden |
| Platzierungsspiele | — | Irland (14:17) Argentinien (0:19) |
| Rang               | Bronze | 8 |

### Schießen
Im Qualifikationszeitraum konnten 19 Quotenplätze erreicht werden. Durch die Qualifikation in den entsprechenden Wettbewerben konnten auch drei Mixed-Teams an den Start gehen.
| Athleten                     | Wettbewerb                                 | Qualifikation   | Qualifikation | Finale          | Finale        |
| Athleten                     | Wettbewerb                                 | Ringe/ Scheiben | Rang          | Ringe/ Scheiben | Rang          |
| ---------------------------- | ------------------------------------------ | --------------- | ------------- | --------------- | ------------- |
| Frauen                       |                                            |                 |               |                 |               |
| Katelyn Abeln                | 25 m Sportpistole                          | 585             | 8             | 5               | 8             |
| Ada Korkhin                  | 25 m Sportpistole                          | 571             | 32            | ausgeschieden   | ausgeschieden |
| Katelyn Abeln                | 10 m Luftpistole                           | 570             | 24            | ausgeschieden   | ausgeschieden |
| Alexis Lagan                 | 10 m Luftpistole                           | 570             | 25            | ausgeschieden   | ausgeschieden |
| Mary Tucker                  | 50 m Kleinkalibergewehr Dreistellungskampf | 579             | 25            | ausgeschieden   | ausgeschieden |
| Sagen Maddalena              | 50 m Kleinkalibergewehr Dreistellungskampf | 593             | 1             | 463,0           | Silber        |
| Mary Tucker                  | 10 m Luftgewehr                            | 625,2           | 32            | ausgeschieden   | ausgeschieden |
| Sagen Maddalena              | 10 m Luftgewehr                            | 631,4           | 7             | 207,7           | 4             |
| Austen Smith                 | Skeet                                      | 122             | 1             | 45              | Bronze        |
| Dania Vizzi                  | Skeet                                      | 118             | 12            | ausgeschieden   | ausgeschieden |
| Ryann Phillips               | Trap                                       | 116             | 16            | ausgeschieden   | ausgeschieden |
| Rachel Tozier                | Trap                                       | 116             | 18            | ausgeschieden   | ausgeschieden |
| Männer                       |                                            |                 |               |                 |               |
| Henry Leverett               | 25 m Schnellfeuerpistole                   | 573             | 25            | ausgeschieden   | ausgeschieden |
| Keith Sanderson              | 25 m Schnellfeuerpistole                   | 579             | 19            | ausgeschieden   | ausgeschieden |
| Rylan Kissell                | 50 m Kleinkalibergewehr Dreistellungskampf | 579             | 38            | ausgeschieden   | ausgeschieden |
| Ivan Roe                     | 50 m Kleinkalibergewehr Dreistellungskampf | 587             | 20            | ausgeschieden   | ausgeschieden |
| Rylan Kissell                | 10 m Luftgewehr                            | 626,3           | 35            | ausgeschieden   | ausgeschieden |
| Ivan Roe                     | 10 m Luftgewehr                            | 626,3           | 34            | ausgeschieden   | ausgeschieden |
| Conner Prince                | Skeet                                      | 124             | 1             | 57              | Silber        |
| Vincent Hancock              | Skeet                                      | 123             | 4             | 58              | Gold          |
| Will Hinton                  | Trap                                       | 116             | 27            | ausgeschieden   | ausgeschieden |
| Derrick Mein                 | Trap                                       | 122             | 6             | 26              | 5             |
| Mixed                        |                                            |                 |               |                 |               |
| Mary Tucker Rylan Kissell    | 10 m Luftgewehr Mannschaft                 | 626,0           | 13            | ausgeschieden   | ausgeschieden |
| Sagen Maddalena Ivan Roe     | 10 m Luftgewehr Mannschaft                 | 624,9           | 18            | ausgeschieden   | ausgeschieden |
| Vincent Hancock Austen Smith | Skeet                                      | 148             | 2             | Italien 44:45   | Silber        |
| Conner Prince Dania Vizzi    | Skeet                                      | 144             | 6             | ausgeschieden   | ausgeschieden |

### Schwimmen
In allen Beckenwettbewerben hatten zwei oder mehr amerikanischer Schwimmer die olympischen Normzeiten des Weltverbandes erreicht. Zudem qualifizierten sich über die Weltmeisterschaften 2023 alle sieben US-Staffeln. Welche Athleten in den jeweiligen Wettbewerben an den Start gingen, wurde im Rahmen der US Olympic Trials in Indianapolis ermittelt. Zudem konnten sich insgesamt drei Athleten für die Wettbewerbe im Freiwasser qualifizieren.
| Athleten | Wettbewerb          | Vorlauf      | Vorlauf | Halbfinale    | Halbfinale    | Finale          | Finale        | Rang   |
| Athleten | Wettbewerb          | Zeit         | Rang    | Zeit          | Rang          | Zeit            | Rang          | Rang   |
| --- | ------------------- | ------------ | ------- | ------------- | ------------- | --------------- | ------------- | ------ |
| Frauen |                     |              |         |               |               |                 |               |        |
| Simone Manuel | 50 m Freistil       | 24,58 s      | 18      | ausgeschieden | ausgeschieden | ausgeschieden   | ausgeschieden | 18     |
| Gretchen Walsh | 50 m Freistil       | 24,37 s      | 3       | 24,17 s       | 2             | 24,21 s         | 4             | 4      |
| Torri Huske | 100 m Freistil      | 53,53 s      | 7       | 52,99 s       | 7             | 52,29 s         | 2             | Silber |
| Gretchen Walsh | 100 m Freistil      | 53,54 s      | 8       | 53,18 s       | 8             | 53,04 s         | 8             | 8      |
| Erin Gemmell | 200 m Freistil      | 1:57,23 min  | 11      | 1:56,46 min   | 9             | ausgeschieden   | ausgeschieden | 9      |
| Claire Weinstein | 200 m Freistil      | 1:56,48 min  | 6       | 1:55,24 min   | 3             | 1:56,60 min     | 8             | 8      |
| Katie Ledecky | 400 m Freistil      | 4:02,19 min  | 1       | —             | —             | 4:00,86 min     | 3             | Bronze |
| Paige Madden | 400 m Freistil      | 4:03,34 min  | 6       | —             | —             | 4:02,26 min     | 6             | 6      |
| Katie Ledecky | 800 m Freistil      | 8:16,62 min  | 1       | —             | —             | 8:11,04 min OR  | 1             | Gold   |
| Paige Madden | 800 m Freistil      | 8:18,48 min  | 2       | —             | —             | 8:13,00 min     | 3             | Bronze |
| Katie Grimes | 1500 m Freistil     | 16:12,11 min | 12      | —             | —             | ausgeschieden   | ausgeschieden | 12     |
| Katie Ledecky | 1500 m Freistil     | 15:47,43 min | 1       | —             | —             | 15:30,02 min OR | 1             | Gold   |
| Katharine Berkoff | 100 m Rücken        | 57,99 s      | 1       | 58,27 s       | 3             | 57,98 s         | 3             | Bronze |
| Regan Smith | 100 m Rücken        | 58,45 s      | 2       | 57,97 s       | 1             | 57,77 s         | 2             | Silber |
| Phoebe Bacon | 200 m Rücken        | 2:09,00 min  | 4       | 2:07,32 min   | 1             | 2:05,61 min     | 4             | 4      |
| Regan Smith | 200 m Rücken        | 2:09,61 min  | 6       | 2:08,14 min   | 6             | 2:04,26 min     | 2             | Silber |
| Lilly King | 100 m Brust         | 1:06,10 min  | 6       | 1:05,64 min   | 3             | 1:05,60 min     | 4             | 4      |
| Emma Weber | 100 m Brust         | 1:07,65 min  | 23      | ausgeschieden | ausgeschieden | ausgeschieden   | ausgeschieden | 23     |
| Kate Douglass | 200 m Brust         | 2:23,44 min  | 3       | 2:19,74 min   | 1             | 2:19,24 min     | 1             | Gold   |
| Lilly King | 200 m Brust         | 2:24,91 min  | 11      | 2:23,25 min   | 6             | 2:25,91 min     | 8             | 8      |
| Torri Huske | 100 m Schmetterling | 56,72 s      | 3       | 56,00 s       | 2             | 55,59 s         | 1             | Gold   |
| Gretchen Walsh | 100 m Schmetterling | 56,75 s      | 4       | 55,38 s OR    | 1             | 55,63 s         | 2             | Silber |
| Alex Shackell | 200 m Schmetterling | 2:07,49 min  | 5       | 2:06,46 min   | 5             | 2:07,73 min     | 6             | 6      |
| Regan Smith | 200 m Schmetterling | 2:06,99 min  | 2       | 2:05,39 min   | 2             | 2:03,84 min     | 2             | Silber |
| Kate Douglass | 200 m Lagen         | 2:10,70 min  | 5       | 2:08,59 min   | 3             | 2:06,92 min     | 2             | Silber |
| Alex Walsh | 200 m Lagen         | 2:10,48 min  | 3       | 2:07,45 min   | 1             | DSQ             | DSQ           | DSQ    |
| Katie Grimes | 400 m Lagen         | 4:37,24 min  | 2       | —             | —             | 4:33,40 min     | 2             | Silber |
| Emma Weyant | 400 m Lagen         | 4:36,27 min  | 1       | —             | —             | 4:34,93 min     | 3             | Bronze |
| Gretchen Walsh Torri Huske Simone Manuel Kate Douglass Abbey Weitzeil Erika Connolly                                                              | 4 × 100 m Freistil  | 3:33,29 min  | 2       | —             | —             | 3:30,20 min     | 2             | Silber |
| Claire Weinstein Paige Madden Katie Ledecky Erin Gemmell                                                                                          | 4 × 200 m Freistil  | 7:52,72 min  | 4       | —             | —             | 7:40,86 min     | 2             | Silber |
| Regan Smith Lilly King Gretchen Walsh Torri Huske                                                                                                 | 4 × 100 m Lagen     | 3:56,40 min  | 4       | —             | —             | 3:49,63 min WR  | 1             | Gold   |
| Katie Grimes | 10 km Freiwasser    | —            | —       | —             | —             | 2:06:29,6 h     | 15            | 15     |
| Mariah Denigan | 10 km Freiwasser    | —            | —       | —             | —             | 2:06:42,9 h     | 16            | 16     |
| Männer |                     |              |         |               |               |                 |               |        |
| Caeleb Dressel | 50 m Freistil       | 21,91 s      | 13      | 21,58 s       | 5             | 21,61 s         | 6             | 6      |
| Chris Guiliano | 50 m Freistil       | 21,97 s      | 17      | ausgeschieden | ausgeschieden | ausgeschieden   | ausgeschieden | 17     |
| Jack Alexy | 100 m Freistil      | 47,57 s      | 1       | 47,68 s       | 6             | 47,96 s         | 7             | 7      |
| Chris Guiliano | 100 m Freistil      | 48,25 s      | 8       | 47,72 s       | 7             | 47,98 s         | 8             | 8      |
| Chris Guiliano | 200 m Freistil      | 1:47,60 min  | 19      | ausgeschieden | ausgeschieden | ausgeschieden   | ausgeschieden | 19     |
| Luke Hobson | 200 m Freistil      | 1:46,23 min  | 7       | 1:45,19 min   | 3             | 1:44,79 min     | 3             | Bronze |
| Aaron Shackell | 400 m Freistil      | 3:45,45 min  | 6       | —             | —             | 3:47,00 min     | 8             | 8      |
| Kieran Smith | 400 m Freistil      | 3:46,47 min  | 11      | —             | —             | ausgeschieden   | ausgeschieden | 11     |
| Robert Finke | 800 m Freistil      | 7:43,00 min  | 5       | —             | —             | 7:38,75 min     | 2             | Silber |
| Luke Whitlock | 800 m Freistil      | 7:49,26 min  | 15      | —             | —             | ausgeschieden   | ausgeschieden | 15     |
| Robert Finke | 1500 m Freistil     | 14:45,31 min | 6       | —             | —             | 14:30,67 min WR | 1             | Gold   |
| David Johnston | 1500 m Freistil     | 15:10,64 min | 18      | —             | —             | ausgeschieden   | ausgeschieden | 18     |
| Hunter Armstrong | 100 m Rücken        | 53,34 s      | 9       | 53,11 s       | 11            | ausgeschieden   | ausgeschieden | 11     |
| Ryan Murphy | 100 m Rücken        | 53,06 s      | 4       | 52,72 s       | 5             | 52,39 s         | 3             | Bronze |
| Keaton Jones | 200 m Rücken        | 1:54,54 min  | 11      | 1:56,39 min   | 6             | 1:55,39 min     | 5             | 5      |
| Ryan Murphy | 200 m Rücken        | 1:57,03 min  | 5       | 1:56,62 min   | 10            | ausgeschieden   | ausgeschieden | 10     |
| Nic Fink | 100 m Brust         | 59,66 s      | 10      | 59,16 s       | 4             | 59,05 s         | 2             | Silber |
| Charlie Swanson | 100 m Brust         | 59,92 s      | 14      | 1:00,16 min   | 14            | ausgeschieden   | ausgeschieden | 14     |
| Matt Fallon | 200 m Brust         | 2:10,49 min  | 11      | 2:09,96 min   | 10            | ausgeschieden   | ausgeschieden | 10     |
| Josh Matheny | 200 m Brust         | 2:10,39 min  | 10      | 2:09,70 min   | 6             | 2:09,52 min     | 7             | 7      |
| Caeleb Dressel | 100 m Schmetterling | 50,83 s      | 6       | 51,57 s       | 13            | ausgeschieden   | ausgeschieden | 13     |
| Thomas Heilman | 100 m Schmetterling | 51,82 s      | 18      | ausgeschieden | ausgeschieden | ausgeschieden   | ausgeschieden | 18     |
| Thomas Heilman | 200 m Schmetterling | 1:55,74 min  | 11      | 1:54,87 min   | 10            | ausgeschieden   | ausgeschieden | 10     |
| Luca Urlando | 200 m Schmetterling | 1:56,18 min  | 17      | ausgeschieden | ausgeschieden | ausgeschieden   | ausgeschieden | 17     |
| Shaine Casas | 200 m Lagen         | 1:58,04 min  | 5       | 1:57,82 min   | 9             | ausgeschieden   | ausgeschieden | 9      |
| Carson Foster | 200 m Lagen         | 1:58,63 min  | 10      | 1:56,37 min   | 2             | 1:56,10 min     | 4             | 4      |
| Carson Foster | 400 m Lagen         | 4:11,07 min  | 4       | —             | —             | 4:08,66 min     | 3             | Bronze |
| Chase Kalisz | 400 m Lagen         | 4:13,36 min  | 11      | —             | —             | ausgeschieden   | ausgeschieden | 11     |
| Jack Alexy Chris Guiliano Hunter Armstrong Caeleb Dressel Ryan Held Matt King                                                                     | 4 × 100 m Freistil  | 3:12,61 min  | 4       | —             | —             | 3:09,28 min     | 1             | Gold   |
| Brooks Curry Blake Pieroni Chris Guiliano Luke Hobson Carson Forster Drew Kibler Kieran Smith                                                     | 4 × 200 m Freistil  | 7:05,57 min  | 2       | —             | —             | 7:00,78 min     | 2             | Silber |
| Ryan Murphy Nic Fink Caeleb Dressel Hunter Armstrong                                                                                              | 4 × 100 m Lagen     | 3:31,62 min  | 3       | —             | —             | 3:28,01 min     | 2             | Silber |
| Ivan Puskovitch | 10 km Freiwasser    | —            | —       | —             | —             | 1:57:52,50 h    | 19            | 19     |
| Mixed |                     |              |         |               |               |                 |               |        |
| Regan Smith (Vorlauf) Charlie Swanson (Vorlauf) Caeleb Dressel (Vorlauf) Abbey Weitzeil (Vorlauf) Ryan Murphy Nic Fink Gretchen Walsh Torri Huske | 4 × 100 m Lagen     | 3:40,98 min  | 1       | —             | —             | 3:37,43 min WR  | 1             | Gold   |

### Segeln
Zum Auftakt des Qualifikationszeitraums konnten die USA bei den Segel-Weltmeisterschaften 2023 Quotenplätze in vier Bootsklassen gewinnen. Bei den Panamerikanischen Spielen 2023 und der Last Chance Regatta 2024 kamen jeweils zwei weitere Plätze hinzu. Über die 470er-Weltmeisterschaft 2024 war man zudem im 470er Mixed qualifiziert. Das vollständige Aufgebot der nominierten Sportler wurde am 17. Mai 2024 bekanntgegeben.
| Athleten                              | Wettbewerb        | Qualifikation | Qualifikation | Medal Race    | Medal Race    | Punkte | Rang   |
| Athleten                              | Wettbewerb        | Punkte        | Rang          | Punkte        | Rang          | Punkte | Rang   |
| ------------------------------------- | ----------------- | ------------- | ------------- | ------------- | ------------- | ------ | ------ |
| Frauen                                |                   |               |               |               |               |        |        |
| Dominique Stater                      | Windsurfen iQFoiL | 188           | 22            | ausgeschieden | ausgeschieden | 188    | 22     |
| Erika Reineke                         | Laser Radial      | 98            | 9             | 12            | 6             | 110    | 9      |
| Daniela Moroz                         | Formula Kite      | 17            | 3             | —             | 4             | ―      | 4      |
| Stephanie Roble Maggie Shea           | 49erFX            | 105           | 10            | 20            | 10            | 125    | 10     |
| Männer                                |                   |               |               |               |               |        |        |
| Noah Lyons                            | Windsurfen iQFoiL | 88            | 7             | Viertelfinale | Viertelfinale | ―      | 9      |
| Markus Edegran                        | Formula Kite      | 31            | 9             | Halbfinale    | Halbfinale    | ―      | 9      |
| Ian Barrows Hans Henken               | 49er              | 80            | 4             | 8             | 4             | 88     | Bronze |
| Mixed                                 |                   |               |               |               |               |        |        |
| Lara Dallman-Weiss Stuart McNay       | 470er             | 72            | 13            | ausgeschieden | ausgeschieden | 72     | 13     |
| David Liebenberg Sarah Newberry Moore | Nacra 17          | 141           | 16            | ausgeschieden | ausgeschieden | 141    | 16     |

### Skateboard
Über die olympische Qualifikationsrangliste konnten sich zwölf amerikanische Skateboarder für die Wettbewerbe in Paris qualifizieren.
| Athleten        | Wettbewerb | Qualifikation | Qualifikation | Finale        | Finale        | Rang   |
| Athleten        | Wettbewerb | Punkte        | Rang          | Punkte        | Rang          | Rang   |
| --------------- | ---------- | ------------- | ------------- | ------------- | ------------- | ------ |
| Frauen          |            |               |               |               |               |        |
| Bryce Wettstein | Park       | 85,65         | 2             | 88,12         | 6             | 6      |
| Ruby Lilley     | Park       | 75,07         | 13            | ausgeschieden | ausgeschieden | 13     |
| Minna Stess     | Park       | 54,71         | 19            | ausgeschieden | ausgeschieden | 19     |
| Paige Heyn      | Street     | 244,29        | 6             | 163,23        | 6             | 6      |
| Poe Pinson      | Street     | 241,12        | 8             | 222,34        | 5             | 5      |
| Mariah Duran    | Street     | 58,36         | 22            | ausgeschieden | ausgeschieden | 22     |
| Männer          |            |               |               |               |               |        |
| Tate Carew      | Park       | 90,42         | 4             | 91,17         | 5             | 5      |
| Gavin Bottger   | Park       | 86,95         | 10            | ausgeschieden | ausgeschieden | 10     |
| Tom Schaar      | Park       | 92,05         | 2             | 92,23         | 2             | Silber |
| Jagger Eaton    | Street     | 274,88        | 1             | 281,04        | 2             | Silber |
| Nyjah Huston    | Street     | 272,88        | 2             | 279,38        | 3             | Bronze |
| Chris Joslin    | Street     | 50,84         | 21            | ausgeschieden | ausgeschieden | 21     |

### Sportklettern
Bei den Kletterweltmeisterschaft 2023 konnten sich Emma Hunt und Colin Duffy vorzeitig für die Olympischen Spiele qualifizieren. Zudem konnten amerikanische Kletterer bei den Panamerikanischen Spielen 2023 in allen vier Wettbewerben einen Startplatz erreichen. Über die olympische Qualifikationsserie qualifizierten sich zudem Zach Hammer im Speed der Männer und Brooke Raboutou in der Kombination der Frauen.
Speed
| Athleten      | Qualifikation | Qualifikation | Achtelfinale | Achtelfinale    | Viertelfinale   | Viertelfinale | Halbfinale    | Halbfinale    | Finale / Platz 3 | Finale / Platz 3 | Rang   |
| Athleten      | Zeit          | Rang          | Gegner       | Zeit            | Gegner          | Zeit          | Gegner        | Zeit          | Gegner           | Zeit             | Rang   |
| ------------- | ------------- | ------------- | ------------ | --------------- | --------------- | ------------- | ------------- | ------------- | ---------------- | ---------------- | ------ |
| Frauen        |               |               |              |                 |                 |               |               |               |                  |                  |        |
| Emma Hunt     | 6,36          | 2             | M. Lebon     | 6,38:7,07       | R. Sallsabillah | 7,98:6,54     | ausgeschieden | ausgeschieden | ausgeschieden    | ausgeschieden    | 5      |
| Piper Kelly   | 7,39          | 9             | D. Dewi      | 8,43:6,38       | ausgeschieden   | ausgeschieden | ausgeschieden | ausgeschieden | ausgeschieden    | ausgeschieden    | 12     |
| Männer        |               |               |              |                 |                 |               |               |               |                  |                  |        |
| Samuel Watson | 4,91 s        | 3             | Z. Hammer    | 4,75 (WR):Sturz | J. David        | 5,03:5,65     | Wu P.         | 4,93:4,85     | R. Alipour       | 4,74 (WR):4,88   | Bronze |
| Zach Hammer   | 6,05 s        | 12            | S. Watson    | Sturz:4,75      | ausgeschieden   | ausgeschieden | ausgeschieden | ausgeschieden | ausgeschieden    | ausgeschieden    | 14     |

Kombination
| Athleten         | Qualifikation | Qualifikation | Qualifikation | Qualifikation | Qualifikation | Qualifikation | Finale        | Finale        | Finale        | Finale        | Finale        | Rang   |
| Athleten         | Bouldern      | Bouldern      | Lead          | Lead          | Punkte        | Rang          | Bouldern      | Bouldern      | Lead          | Lead          | Punkte        | Rang   |
| Athleten         | Punkte        | Rang          | Punkte        | Rang          | Punkte        | Rang          | Punkte        | Rang          | Punkte        | Rang          | Punkte        | Rang   |
| ---------------- | ------------- | ------------- | ------------- | ------------- | ------------- | ------------- | ------------- | ------------- | ------------- | ------------- | ------------- | ------ |
| Frauen           |               |               |               |               |               |               |               |               |               |               |               |        |
| Natalia Grossman | 68,2          | 5             | 39,1          | 18            | 108,3         | 11            | ausgeschieden | ausgeschieden | ausgeschieden | ausgeschieden | ausgeschieden | 11     |
| Brooke Raboutou  | 83,7          | 3             | 72,1          | 4             | 155,8         | 3             | 84,0          | 2             | 72,0          | 5             | 156,0         | Silber |
| Männer           |               |               |               |               |               |               |               |               |               |               |               |        |
| Colin Duffy      | 33,8          | 11            | 54,1          | 6             | 87,9          | 7             | 68,3          | 2             | 68,1          | 7             | 136,4         | 4      |
| Jesse Grupper    | 18,9          | 18            | 21,0          | 17            | 30,9          | 18            | ausgeschieden | ausgeschieden | ausgeschieden | ausgeschieden | ausgeschieden | 18     |

### Surfen
Fünf amerikanische Surfer konnten sich (größtenteils über die World Surf League 2023) für die Olympischen Spiele qualifizieren.
| Athleten           | Wettbewerb | 1. Runde | 1. Runde | 2. Runde | 2. Runde | 3. Runde       | 3. Runde    | Viertelfinale | Viertelfinale | Halbfinale    | Halbfinale          | Finale / Platz 3 | Finale / Platz 3 | Rang |
| Athleten           | Wettbewerb | Punkte   | Rang     | Gegner   | Rang     | Gegner         | Ergebnis    | Gegner        | Ergebnis      | Gegner        | Ergebnis            | Gegner           | Ergebnis         | Rang |
| ------------------ | ---------- | -------- | -------- | -------- | -------- | -------------- | ----------- | ------------- | ------------- | ------------- | ------------------- | ---------------- | ---------------- | ---- |
| Frauen             |            |          |          |          |          |                |             |               |               |               |                     |                  |                  |      |
| Caitlin Simmers    | Shortboard | 12,93    | 1        | Freilos  | Freilos  | T. Weston-Webb | 1,93:12,34  | ausgeschieden | ausgeschieden | ausgeschieden | ausgeschieden       | ausgeschieden    | ausgeschieden    | 9    |
| Carissa Moore      | Shortboard | 16,50    | 1        | Freilos  | Freilos  | S. Baum        | 8,16:3,87   | J. Defay      | 6,50:10,34    | ausgeschieden | ausgeschieden       | ausgeschieden    | ausgeschieden    | 5    |
| Caroline Marks     | Shortboard | 17,93    | 1        | Freilos  | Freilos  | Yang S.        | 6,93:1,63   | T. Wright     | 7,77:5,37     | J. Defay      | 12,177,00:12,176,50 | T. Weston-Webb   | 10,50:10,33      | Gold |
| Männer             |            |          |          |          |          |                |             |               |               |               |                     |                  |                  |      |
| Griffin Colapinto  | Shortboard | 17,03    | 1        | Freilos  | Freilos  | K. Vaast       | 13,83:15,10 | ausgeschieden | ausgeschieden | ausgeschieden | ausgeschieden       | ausgeschieden    | ausgeschieden    | 9    |
| John John Florence | Shortboard | 17,33    | 1        | Freilos  | Freilos  | J. Robinson    | 9,07:13,94  | ausgeschieden | ausgeschieden | ausgeschieden | ausgeschieden       | ausgeschieden    | ausgeschieden    | 9    |

### Synchronschwimmen
Über die Schwimmweltmeisterschaften 2024 erhielten die Vereinigten Staaten einen Startplatz für den Gruppenwettbewerb. Dadurch war auch ein Duett startberechtigt. Das Team wurde am 8. Juni 2024 bekanntgegeben.
| Athletinnen                                                                                                   | Wettbewerb | Technische Kür | Technische Kür | Freie Kür | Freie Kür | Akrobatische Kür | Akrobatische Kür | Gesamt   | Gesamt |
| Athletinnen                                                                                                   | Wettbewerb | Punkte         | Rang           | Punkte    | Rang      | Punkte           | Rang             | Punkte   | Rang   |
| --- | ---------- | -------------- | -------------- | --------- | --------- | ---------------- | ---------------- | -------- | ------ |
| Frauen |            |                |                |           |           |                  |                  |          |        |
| Megumi Field Jaime Czarkowski                                                                                 | Duett      | 230,7134       | 12             | 254,0354  | 9         | —                | —                | 484,7488 | 10     |
| Anita Alvarez Jaime Czarkowski Megumi Field Keana Hunter Audrey Kwon Jacklyn Luu Daniella Ramirez Ruby Remati | Gruppe     | 282,7567       | 4              | 360,2688  | 2         | 271,3166         | 2                | 914,3421 | Silber |

### Taekwondo
Carl Nickolas konnte sich im Mittelgewicht der Männer über die olympische Rangliste qualifizieren. Drei weiteren Amerikanern gelang die Qualifikation beim panamerikanischen Qualifikationsturnier in Santo Domingo.
| Athleten          | Wettbewerb        | Achtelfinale  | Achtelfinale | Viertelfinale | Viertelfinale | Hoffnungsrunde Halbfinale | Hoffnungsrunde Halbfinale | Halbfinale    | Halbfinale    | Hoffnungsrunde Finale | Hoffnungsrunde Finale | Finale        | Finale        | Rang   |
| Athleten          | Wettbewerb        | Gegner        | Ergebnis     | Gegner        | Ergebnis      | Gegner                    | Ergebnis                  | Gegner        | Ergebnis      | Gegner                | Ergebnis              | Gegner        | Ergebnis      | Rang   |
| ----------------- | ----------------- | ------------- | ------------ | ------------- | ------------- | ------------------------- | ------------------------- | ------------- | ------------- | --------------------- | --------------------- | ------------- | ------------- | ------ |
| Frauen            |                   |               |              |               |               |                           |                           |               |               |                       |                       |               |               |        |
| Faith Dillon      | Klasse bis 57 kg  | C. Toumi      | 1:2          | ausgeschieden | ausgeschieden | ausgeschieden             | ausgeschieden             | ausgeschieden | ausgeschieden | ausgeschieden         | ausgeschieden         | ausgeschieden | ausgeschieden | 11     |
| Kristina Teachout | Klasse bis 67 kg  | M. Wiet-Hénin | 2:0          | V. Márton     | 1:2           | R. Gbagbi                 | 2:1                       | ausgeschieden | ausgeschieden | Song J.               | 2:0                   | ausgeschieden | ausgeschieden | Bronze |
| Männer            |                   |               |              |               |               |                           |                           |               |               |                       |                       |               |               |        |
| Carl Nickolas     | Klasse bis 80 kg  | F. Mansouri   | 2:0          | F. Sawadogo   | 2:0           | F. Katoussi               | 0:2                       | —             | —             | S. Alessio            | 0:2                   | ausgeschieden | ausgeschieden | 5      |
| Jonathan Healy    | Klasse über 80 kg | Song Z.       | 2:1          | C. S. Cissé   | 0:2           | ausgeschieden             | ausgeschieden             | ausgeschieden | ausgeschieden | ausgeschieden         | ausgeschieden         | ausgeschieden | ausgeschieden | 9      |

### Tennis
Über die Weltranglisten von ATP und WTA hatten sich je vier amerikanische Tennisspieler in den Einzelwettbewerben qualifiziert. Zudem gingen auch jeweils zwei Doppel bei Männern und Frauen an den Start.
| Athleten                          | Wettbewerb | 1. Runde                       | 1. Runde       | 2. Runde      | 2. Runde       | Achtelfinale                  | Achtelfinale      | Viertelfinale                   | Viertelfinale       | Halbfinale              | Halbfinale    | Finale / Platz 3        | Finale / Platz 3   | Rang   |
| Athleten                          | Wettbewerb | Gegner                         | Ergebnis       | Gegner        | Ergebnis       | Gegner                        | Ergebnis          | Gegner                          | Ergebnis            | Gegner                  | Ergebnis      | Gegner                  | Ergebnis           | Rang   |
| --------------------------------- | ---------- | ------------------------------ | -------------- | ------------- | -------------- | ----------------------------- | ----------------- | ------------------------------- | ------------------- | ----------------------- | ------------- | ----------------------- | ------------------ | ------ |
| Frauen                            |            |                                |                |               |                |                               |                   |                                 |                     |                         |               |                         |                    |        |
| Coco Gauff                        | Einzel     | A. Tomljanović                 | 6:3, 6:0       | M. Carlé      | 6:1, 6:1       | D. Vekić                      | 6:77, 2:6         | ausgeschieden                   | ausgeschieden       | ausgeschieden           | ausgeschieden | ausgeschieden           | ausgeschieden      | 9      |
| Jessica Pegula                    | Einzel     | V. Golubic                     | 6:3, 6:4       | E. Switolina  | 6:4, 1:6, 3:6  | ausgeschieden                 | ausgeschieden     | ausgeschieden                   | ausgeschieden       | ausgeschieden           | ausgeschieden | ausgeschieden           | ausgeschieden      | 17     |
| Danielle Collins                  | Einzel     | L. Siegemund                   | 6:3, 2:0 aufg. | C. Wozniacki  | 6:3, 3:6, 6:3  | C. Osorio                     | 6:0, 4:6, 6:3     | I. Świątek                      | 1:6, 6:2, 1:4 aufg. | ausgeschieden           | ausgeschieden | ausgeschieden           | ausgeschieden      | 5      |
| Emma Navarro                      | Einzel     | J. Grabher                     | 6:2, 6:0       | W. Tomowa     | 6:75, 6:4, 6:1 | Zheng Q.                      | 7:67, 6:74, 1:6   | ausgeschieden                   | ausgeschieden       | ausgeschieden           | ausgeschieden | ausgeschieden           | ausgeschieden      | 9      |
| Coco Gauff Jessica Pegula         | Doppel     | E. Perez / D. Saville          | 6:3, 6:1       | —             | —              | K. Muchová / L. Nosková       | 2:6, 6:4, [10:5]  | ausgeschieden                   | ausgeschieden       | ausgeschieden           | ausgeschieden | ausgeschieden           | ausgeschieden      | 9      |
| Desirae Krawczyk Danielle Collins | Doppel     | D. Papamichail / M. Sakkari    | 6:1, 6:3       | —             | —              | L. Kitschenok / N. Kitschenok | 6:3, 4:6, [7:10]  | ausgeschieden                   | ausgeschieden       | ausgeschieden           | ausgeschieden | ausgeschieden           | ausgeschieden      | 9      |
| Männer                            |            |                                |                |               |                |                               |                   |                                 |                     |                         |               |                         |                    |        |
| Taylor Fritz                      | Einzel     | A. Bublik                      | 6:4, 6:4       | J. Draper     | 6:73, 6:3, 6:2 | L. Musetti                    | 4:6, 5:7          | ausgeschieden                   | ausgeschieden       | ausgeschieden           | ausgeschieden | ausgeschieden           | ausgeschieden      | 9      |
| Tommy Paul                        | Einzel     | L. Darderi                     | 6:3, 6:4       | J. Menšík     | 6:3, 6:1       | C. Moutet                     | 7:66, 6:3         | C. Alcaraz                      | 3:6, 6:77           | ausgeschieden           | ausgeschieden | ausgeschieden           | ausgeschieden      | 5      |
| Christopher Eubanks               | Einzel     | B. Hassan                      | 4:6, 2:6       | ausgeschieden | ausgeschieden  | ausgeschieden                 | ausgeschieden     | ausgeschieden                   | ausgeschieden       | ausgeschieden           | ausgeschieden | ausgeschieden           | ausgeschieden      | 33     |
| Marcos Giron                      | Einzel     | F. Auger-Aliassime             | 1:6, 4:6       | ausgeschieden | ausgeschieden  | ausgeschieden                 | ausgeschieden     | ausgeschieden                   | ausgeschieden       | ausgeschieden           | ausgeschieden | ausgeschieden           | ausgeschieden      | 33     |
| Austin Krajicek Rajeev Ram        | Doppel     | A. Popyrin / A. de Minaur      | 6:2, 6:3       | —             | —              | T. Monteiro / T. Seyboth Wild | 6:4, 7:63         | C. Alcaraz / R. Nadal           | 6:2, 6:4            | T. Macháč / A. Pavlásek | 6:2, 6:2      | M. Ebden / J. Peers     | 7:66, 6:71, [8:10] | Silber |
| Taylor Fritz Tommy Paul           | Doppel     | F. Auger-Aliassime / M. Raonic | 7:614, 6:4     | —             | —              | R. Haase / J.-J. Rojer        | 6:3, 6:4          | D. Evans / A. Murray            | 6:2, 6:4            | M. Ebden / J. Peers     | 5:7, 2:6      | T. Macháč / A. Pavlásek | 6:3, 6:4           | Bronze |
| Mixed                             |            |                                |                |               |                |                               |                   |                                 |                     |                         |               |                         |                    |        |
| Coco Gauff Taylor Fritz           | Mixed      | —                              | —              | —             | —              | N. Podoroska M. González      | 6:1, 6:76, [10:5] | G. Dabrowski F. Auger-Aliassime | 6:72, 6:3, [8:10]   | ausgeschieden           | ausgeschieden | ausgeschieden           | ausgeschieden      | 9      |

### Tischtennis
Über die Panamerikameisterschaften 2023 in Havanna qualifizierte sich die Mannschaft der Frauen für die Olympischen Spiele, wodurch auch im Einzel zwei Spielerinnen an den Start gehen durften. Die Athletinnen wurden im März 2024 im Rahmen der US Trials ermittelt. Bei den Männern konnte sich Kanak Jha beim lateinamerikanischen Qualifikationsturnier in Lima einen persönlichen Startplatz für den Einzelwettbewerb sichern.
| Athleten                        | Wettbewerb | 1. Runde | 1. Runde | 2. Runde    | 2. Runde | 3. Runde     | 3. Runde | Achtelfinale  | Achtelfinale  | Viertelfinale | Viertelfinale | Halbfinale    | Halbfinale    | Finale / Platz 3 | Finale / Platz 3 | Rang |
| Athleten                        | Wettbewerb | Gegner   | Erg.     | Gegner      | Erg.     | Gegner       | Erg.     | Gegner        | Erg.          | Gegner        | Erg.          | Gegner        | Erg.          | Gegner           | Erg.             | Rang |
| ------------------------------- | ---------- | -------- | -------- | ----------- | -------- | ------------ | -------- | ------------- | ------------- | ------------- | ------------- | ------------- | ------------- | ---------------- | ---------------- | ---- |
| Frauen                          |            |          |          |             |          |              |          |               |               |               |               |               |               |                  |                  |      |
| Lily Zhang                      | Einzel     | Freilos  | Freilos  | M. Sahakian | 4:0      | B. Takahashi | 4:2      | Shin Y.-b.    | 0:4           | ausgeschieden | ausgeschieden | ausgeschieden | ausgeschieden | ausgeschieden    | ausgeschieden    | 9    |
| Amy Wang                        | Einzel     | Freilos  | Freilos  | P. Tommy    | 4:0      | A. Díaz      | 2:4      | ausgeschieden | ausgeschieden | ausgeschieden | ausgeschieden | ausgeschieden | ausgeschieden | ausgeschieden    | ausgeschieden    | 17   |
| Lily Zhang Amy Wang Rachel Sung | Mannschaft | —        | —        | —           | —        | —            | —        | Deutschland   | 2:3           | ausgeschieden | ausgeschieden | ausgeschieden | ausgeschieden | ausgeschieden    | ausgeschieden    | 9    |
| Männer                          |            |          |          |             |          |              |          |               |               |               |               |               |               |                  |                  |      |
| Kanak Jha                       | Einzel     | V. Ursu  | 4:0      | Cho D.-s.   | 4:2      | P. Gionis    | 4:2      | Fan Z.        | 0:4           | ausgeschieden | ausgeschieden | ausgeschieden | ausgeschieden | ausgeschieden    | ausgeschieden    | 9    |

### Triathlon
Über die Staffel-Rangliste konnten die Vereinigten Staaten sich für die Mixed-Staffel und damit auch je zwei Triathleten in den Einzelwettbewerben qualifizieren. Über die Einzelrangliste wurde bei den Frauen ein weiterer Startplatz erreicht. Die fünf Athleten wurden seitens des Verbandes am 5. Juni 2024 benannt.
| Athleten                                             | Wettbewerb | Zeit      | Rang   |
| ---------------------------------------------------- | ---------- | --------- | ------ |
| Frauen                                               |            |           |        |
| Taylor Spivey                                        | Einzel     | 1:57:11 h | 10     |
| Taylor Knibb                                         | Einzel     | 1:58:37 h | 19     |
| Kirsten Kasper                                       | Einzel     | 2:06:38 h | 49     |
| Männer                                               |            |           |        |
| Morgan Pearson                                       | Einzel     | 1:48:26 h | 31     |
| Seth Rider                                           | Einzel     | 1:47:53 h | 29     |
| Mixed                                                |            |           |        |
| Seth Rider Taylor Spivey Morgan Pearson Taylor Knibb | Staffel    | 1:25:40 h | Silber |

### Turnen
Beide US-Turnteams hatten sich über die Weltmeisterschaften 2022 (Frauen) bzw. Weltmeisterschaften 2023 (Männer) für die Olympischen Spiele qualifiziert. Welche Athleten einen Platz im Team bekamen, wurde im Rahmen der US Trials Ende Juni 2024 in Minneapolis ermittelt. Mit Evita Griskenas konnte sich eine Athletin in der Rhythmischen Sportgymnastik über die Panamerikanische Spiele 2023 qualifizieren. Im Trampolin konnten die Vereinigten Staaten im Qualifikationszeitraum je einen Startplatz bei Frauen und Männern erreichen.

#### Gerätturnen
| Athleten                                                          | Wettbewerb           | Qualifikation | Qualifikation | Finale        | Finale        | Rang          |
| Athleten                                                          | Wettbewerb           | Punkte        | Rang          | Punkte        | Rang          | Rang          |
| ----------------------------------------------------------------- | -------------------- | ------------- | ------------- | ------------- | ------------- | ------------- |
| Frauen                                                            |                      |               |               |               |               |               |
| Simone Biles                                                      | Boden                | 14,600        | 1             | 14,133        | 2             | Silber        |
| Simone Biles                                                      | Schwebebalken        | 14,733        | 2             | 13,100        | 5             | 5             |
| Simone Biles                                                      | Sprung               | 15,300        | 1             | 15,300        | 1             | Gold          |
| Simone Biles                                                      | Stufenbarren         | 14,433        | 9             | ausgeschieden | ausgeschieden | ausgeschieden |
| Simone Biles                                                      | Mehrkampf Einzel     | 59,566        | 1             | 59,131        | 1             | Gold          |
| Jade Carey                                                        | Boden                | 10,066        | 74            | ausgeschieden | ausgeschieden | ausgeschieden |
| Jade Carey                                                        | Sprung               | 14,433        | 3             | 14,466        | 3             | Bronze        |
| Jordan Chiles                                                     | Boden                | 13,866        | 3             | 13,766        | 3             | Bronze        |
| Jordan Chiles                                                     | Schwebebalken        | 13,600        | 14            | ausgeschieden | ausgeschieden | ausgeschieden |
| Jordan Chiles                                                     | Sprung               | 14,216        | 4             | ausgeschieden | ausgeschieden | ausgeschieden |
| Jordan Chiles                                                     | Stufenbarren         | 14,266        | 13            | ausgeschieden | ausgeschieden | ausgeschieden |
| Jordan Chiles                                                     | Mehrkampf Einzel     | 56,065        | 4             | ausgeschieden | ausgeschieden | ausgeschieden |
| Sunisa Lee                                                        | Boden                | 13,100        | 24            | ausgeschieden | ausgeschieden | ausgeschieden |
| Sunisa Lee                                                        | Schwebebalken        | 14,033        | 4             | 13,100        | 6             | 6             |
| Sunisa Lee                                                        | Stufenbarren         | 14,866        | 3             | 14,800        | 3             | Bronze        |
| Sunisa Lee                                                        | Mehrkampf Einzel     | 56,132        | 3             | 56,465        | 3             | Bronze        |
| Hezly Rivera                                                      | Schwebebalken        | 12,633        | 46            | ausgeschieden | ausgeschieden | ausgeschieden |
| Hezly Rivera                                                      | Stufenbarren         | 13,900        | 20            | ausgeschieden | ausgeschieden | ausgeschieden |
| Simone Biles Jade Carey Jordan Chiles Sunisa Lee Hezly Rivera     | Mehrkampf Mannschaft | 172,296       | 1             | 171,296       | 1             | Gold          |
| Männer                                                            |                      |               |               |               |               |               |
| Asher Hong                                                        | Barren               | 14,300        | 28            | ausgeschieden | ausgeschieden | ausgeschieden |
| Asher Hong                                                        | Boden                | 14,100        | 17            | ausgeschieden | ausgeschieden | ausgeschieden |
| Asher Hong                                                        | Reck                 | 12,600        | 51            | ausgeschieden | ausgeschieden | ausgeschieden |
| Asher Hong                                                        | Ringe                | 14,633        | 10            | ausgeschieden | ausgeschieden | ausgeschieden |
| Asher Hong                                                        | Sprung               | 14,566        | 9             | ausgeschieden | ausgeschieden | ausgeschieden |
| Paul Juda                                                         | Barren               | 14,033        | 38            | ausgeschieden | ausgeschieden | ausgeschieden |
| Paul Juda                                                         | Boden                | 13,966        | 23            | ausgeschieden | ausgeschieden | ausgeschieden |
| Paul Juda                                                         | Pauschenpferd        | 13,600        | 31            | ausgeschieden | ausgeschieden | ausgeschieden |
| Paul Juda                                                         | Reck                 | 13,333        | 36            | ausgeschieden | ausgeschieden | ausgeschieden |
| Paul Juda                                                         | Ringe                | 13,400        | 35            | ausgeschieden | ausgeschieden | ausgeschieden |
| Paul Juda                                                         | Mehrkampf Einzel     | 82,865        | 13            | 82,197        | 14            | 14            |
| Brody Malone                                                      | Barren               | 14,533        | 18            | ausgeschieden | ausgeschieden | ausgeschieden |
| Brody Malone                                                      | Boden                | 12,666        | 61            | ausgeschieden | ausgeschieden | ausgeschieden |
| Brody Malone                                                      | Pauschenpferd        | 12,100        | 55            | ausgeschieden | ausgeschieden | ausgeschieden |
| Brody Malone                                                      | Reck                 | 12,233        | 59            | ausgeschieden | ausgeschieden | ausgeschieden |
| Brody Malone                                                      | Ringe                | 14,233        | 14            | ausgeschieden | ausgeschieden | ausgeschieden |
| Brody Malone                                                      | Mehrkampf Einzel     | 79,598        | 30            | ausgeschieden | ausgeschieden | ausgeschieden |
| Stephen Nedoroscik                                                | Pauschenpferd        | 15,200        | 2             | 15,300        | 3             | Bronze        |
| Fred Richard                                                      | Barren               | 14,433        | 23            | ausgeschieden | ausgeschieden | ausgeschieden |
| Fred Richard                                                      | Boden                | 13,833        | 26            | ausgeschieden | ausgeschieden | ausgeschieden |
| Fred Richard                                                      | Pauschenpferd        | 13,633        | 29            | ausgeschieden | ausgeschieden | ausgeschieden |
| Fred Richard                                                      | Reck                 | 14,166        | 11            | ausgeschieden | ausgeschieden | ausgeschieden |
| Fred Richard                                                      | Ringe                | 13,500        | 31            | ausgeschieden | ausgeschieden | ausgeschieden |
| Fred Richard                                                      | Mehrkampf Einzel     | 83,498        | 10            | 82,166        | 15            | 15            |
| Asher Hong Paul Juda Brody Malone Stephen Nedoroscik Fred Richard | Mehrkampf Mannschaft | 253,229       | 5             | 257,793       | 3             | Bronze        |

#### Rhythmische Sportgymnastik
| Athletinnen     | Wettbewerb       | Qualifikation | Qualifikation | Finale        | Finale        | Rang |
| Athletinnen     | Wettbewerb       | Punkte        | Rang          | Punkte        | Rang          | Rang |
| --------------- | ---------------- | ------------- | ------------- | ------------- | ------------- | ---- |
| Frauen          |                  |               |               |               |               |      |
| Evita Griskenas | Mehrkampf Einzel | 118,500       | 18            | ausgeschieden | ausgeschieden | 18   |

#### Trampolinturnen
| Athleten         | Wettbewerb | Qualifikation | Qualifikation | Finale        | Finale        | Rang |
| Athleten         | Wettbewerb | Punkte        | Rang          | Punkte        | Rang          | Rang |
| ---------------- | ---------- | ------------- | ------------- | ------------- | ------------- | ---- |
| Frauen           |            |               |               |               |               |      |
| Jessica Stevens  | Einzel     | 53,170        | 13            | ausgeschieden | ausgeschieden | 13   |
| Männer           |            |               |               |               |               |      |
| Aliaksei Shostak | Einzel     | 57,350        | 10            | ausgeschieden | ausgeschieden | 10   |

### Volleyball
Über ihre jeweiligen Qualifikationsturniere konnten sich beide Teams qualifizieren. Die Frauen gewannen ihr Turnier in Łódź ebenso wie die Männer ihres in Tokio.
| Wettbewerb      | Frauen | Männer |
| --------------- | --- | --- |
| Athleten        | Lauren Carlini Annie Drews Jordan Larson Chiaka Ogbogu Kathryn Plummer Jordyn Poulter Dana Rettke Kelsey Robinson Cook Avery Skinner Jordan Thompson Haleigh Washington Justine Wong-Orantes | Matt Anderson Taylor Averill Micah Christenson TJ DeFalco Max Holt Thomas Jaeschke Jeff Jendryk Micah Maʻa Garrett Muagututia Aaron Russell Erik Shoji David Smith |
| P-Akkreditierte | Micha Hancock Morgan Hentz Khalia Lanier Anna Stevenson Hall Sarah Wilhite Parsons | Kyle Ensing |
| Trainer         | Karch Kiraly | John Speraw |
| Gruppenphase    | China 2:3 (20:25, 19:25, 25:17, 25:20, 13:15) Serbien 3:2 (25:17, 25:20, 20:25, 14:25, 17:15) Frankreich 3:0 (29:27, 29:27, 25:20)                                                           | Argentinien 3:0 (25:20, 25:19, 25:16) Deutschland 3:2 (25:21, 25:17, 17:25, 20:25, 15:11) Japan 3:1 (25:16, 25:18, 18:25, 25:19)                                   |
| Viertelfinale   | Polen 3:0 (25:22, 25:14, 25:20) | Brasilien 3:1 (26:24, 28:30, 25:19, 25:19) |
| Halbfinale      | Brasilien 3:2 (25:23, 18:25, 25:15, 23:25, 15:11) | Polen 2:3 (23:25, 27:25, 25:14, 23:25, 13:15) |
| Finale/Platz 3  | Italien 0:3 (18:25, 20:25, 17:25) | Italien 3:0 (25:23, 30:28, 26:24) |
| Rang            | Silber | Bronze |

### Wasserball
Durch den jeweiligen Sieg Panamerikanischen Spielen 2023 qualifizierten sich beide amerikanischen Wasserballteams für die olympischen Turniere.
| Wettbewerb      | Frauen | Männer |
| --------------- | --- | --- |
| Athleten        | Ashleigh Johnson Madeline Musselman Tara Prentice Rachel Fattal Jenna Flynn Maggie Steffens Jordan Raney Ryann Neushul Jewel Roemer Kaleigh Gilchrist Emily Ausmus Jovana Sekulic Amanda Longan | Adrian Weinberg Johnny Hooper Marko Vavic Alex Obert Hannes Daube Luca Cupido Ben Hallock Dylan Woodhead Alex Bowen Chase Dodd Ryder Dodd Max Irving Drew Holland |
| Trainer         | Adam Krikorian | Dejan Udovičić |
| Gruppenphase    | Griechenland (15:6) Spanien (11:13) Italien (10:3) Frankreich (17:5) | Italien (8:12) Rumänien (14:8) Griechenland (11:13) Montenegro (12:7) Kroatien (14:11)                                                                            |
| Viertelfinale   | Ungarn (5:4) | Australien (11:10) |
| Halbfinale      | Australien (13:14) | Serbien (6:10) |
| Spiel um Bronze | Niederlande (10:11) | Ungarn (11:8) |
| Rang            | 4 | Bronze |

### Wasserspringen
Bei den Weltmeisterschaften 2023 und 2024 konnten Quotenplätze in sieben Wettbewerben erreicht werden. Welche Sportler in Paris an den Start gehen durften, wurde im Rahmen des US Trials in Knoxville Mitte Juni 2024 entschieden.
| Athleten                         | Wettbewerb            | Vorkampf | Vorkampf | Halbfinale    | Halbfinale    | Finale        | Finale        | Rang   |
| Athleten                         | Wettbewerb            | Punkte   | Rang     | Punkte        | Rang          | Punkte        | Rang          | Rang   |
| -------------------------------- | --------------------- | -------- | -------- | ------------- | ------------- | ------------- | ------------- | ------ |
| Frauen                           |                       |          |          |               |               |               |               |        |
| Sarah Bacon                      | Kunstspringen 3 m     | 264,40   | 19       | ausgeschieden | ausgeschieden | ausgeschieden | ausgeschieden | 19     |
| Alison Gibson                    | Kunstspringen 3 m     | 198,30   | 28       | ausgeschieden | ausgeschieden | ausgeschieden | ausgeschieden | 28     |
| Delaney Schnell                  | Turmspringen 10 m     | 278,15   | 17       | 271,95        | 15            | ausgeschieden | ausgeschieden | 15     |
| Daryn Wright                     | Turmspringen 10 m     | 272,25   | 19       | ausgeschieden | ausgeschieden | ausgeschieden | ausgeschieden | 19     |
| Sarah Bacon Kassidy Cook         | Synchronspringen 3 m  | —        | —        | —             | —             | 314,64        | 2             | Silber |
| Delaney Schnell Jessica Parratto | Synchronspringen 10 m | —        | —        | —             | —             | 287,52        | 6             | 6      |
| Männer                           |                       |          |          |               |               |               |               |        |
| Andrew Capobianco                | Kunstspringen 3 m     | 382,05   | 15       | 407,65        | 15            | ausgeschieden | ausgeschieden | 15     |
| Carson Tyler                     | Kunstspringen 3 m     | 389,80   | 10       | 438,00        | 7             | 429,25        | 4             | 4      |
| Carson Tyler                     | Turmspringen 10 m     | 363,75   | 19       | ausgeschieden | ausgeschieden | ausgeschieden | ausgeschieden | 19     |
| Tyler Downs Greg Duncan          | Synchronspringen 3 m  | —        | —        | —             | —             | 346,08        | 8             | 8      |